# جمال عبد الناصر
جمال عبد الناصر حسين (15 يناير 1918 – 28 سبتمبر 1970) ضابط عسكري وسياسي مصري شغل منصب الرئيس الثاني لجمهورية مصر من عام 1956 وحتى وفاته عام 1970 وهو قائد الاتحاد العربي الاشتراكي الذي يدعو للوحدة العربية وهو أحد قادة ثورة 23 يوليو التي أطاحت بالملك فاروق (آخر حاكم فعلي من أسرة محمد علي) وحوّلت نظام مصر إلى جمهوريةٍ رئاسية، شغل ناصر منصب نائب رئيس الوزراء في حكومتها الجديدة. قبل الثورة، كان ناصر عضوًا في حزب مصر الفتاة الذي كان ينادي بالاشتراكية. استقال عبد الناصر بعد الثورة من منصبه في الجيش وتولى رئاسة الوزراء، ثم اختير رئيسًا للجمهورية في 25 يونيو 1956، طبقًا لاستفتاء أجري في 23 يونيو 1956. وبعد محاولة اغتياله عام 1954 على يد أحد أعضاء جماعة الإخوان المسلمين، حظَر التنظيم وقمعه ووضع الرئيس محمد نجيب تحت الإقامة الجبرية وتولى المنصب التنفيذي.
أدّت سياسات عبد الناصر غير المنحازة خلال الحرب الباردة إلى توتر العلاقات مع القوى الغربية التي سحبت تمويلها للسد العالي، الذي كان عبد الناصر يخطط لبنائه. رد عبد الناصر على ذلك بتأميم شركة قناة السويس سنة 1956، ولاقى ذلك استحسانًا داخل مصر والوطن العربي. وبالتالي، قامت بريطانيا وفرنسا وإسرائيل باحتلال سيناء لكنهم انسحبوا وسط ضغوط دولية؛ وقد عزز ذلك مكانة عبد الناصر السياسية بشكل ملحوظ. ومنذ ذلك الحين، نمت شعبية عبد الناصر في المنطقة بشكل كبير، وتزايدت الدعوات إلى الوحدة العربية تحت قيادته، وتحقق ذلك جزئيا بتشكيل الجمهورية العربية المتحدة مع سوريا (1958 - 1961). في سنة 1962، بدأ عبد الناصر سلسلة من القرارات الاشتراكية والإصلاحات التحديثية في مصر. وعلى الرغم من النكسات التي تعرضت لها قضيته القومية العربية، بحلول سنة 1963، وصل أنصار عبد الناصر للسلطة في عدة أقطار عربية. دعم عبد الناصر ثورة 26 سبتمبر اليمنية في ذلك الوقت. قدم ناصر دستورًا جديدًا في سنة 1964، وهو العام نفسه الذي أصبح فيه رئيسًا لحركة عدم الانحياز الدولية. بدأ ناصر ولايته الرئاسية الثانية في آذار/مارس 1965 بعد انتخابه بدون معارضة. وتبع ذلك هزيمة مصر من إسرائيل في حرب حزيران سنة 1967. استقال عبد الناصر من جميع مناصبه السياسية بسبب هذه الهزيمة، ولكنه تراجع عن استقالته بعد مظاهرات حاشدة طالبت بعودته إلى الرئاسة. بين سنتي 1967 و1968 عين عبد الناصر نفسه رئيسًا للوزراء بالإضافة إلى منصبه كرئيس للجمهورية، وشن حرب استنزاف لاستعادة الأراضي المفقودة في حرب 1967. وبدأ عملية عدم تسييس الجيش وأصدر مجموعة من الإصلاحات السياسية الليبرالية.
بعد اختتام قمة جامعة الدول العربية سنة 1970، توفي عبد الناصر إثر تعرضه لنوبة قلبية. وشيع جنازته في القاهرة أكثر من خمسة ملايين شخص. يعتبره مؤيدوه في الوقت الحاضر رمزًا للكرامة والوحدة العربية والجهود المناهضة للإمبريالية؛ بينما يصفه معارضوه بالمستبد، وينتقدون انتهاكات حكومته لحقوق الإنسان. تعرض عبد الناصر لعدة محاولات اغتيال في حياته، كان من بينها محاولة اغتيال في حي المنشية بالإسكندرية عام 1954م نسبت لأحد أعضاء جماعة الإخوان المسلمين، وقد نفت الجماعة علاقتها بالحادثة. أمر ناصر بعد ذلك بحملة أمنية ضد جماعة الإخوان المسلمين. يُعتبر ناصر من أبرز شخصيات الشرق الأوسط في القرن العشرين.

## نشأته

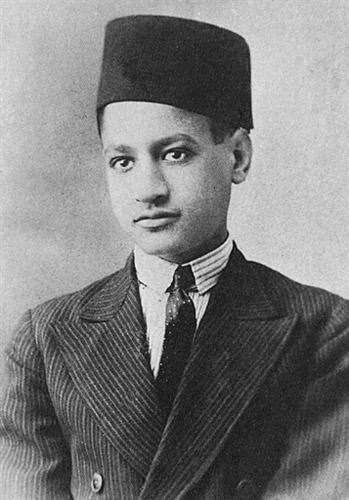
جمال عبد الناصر في عام 1931

ولد جمال عبد الناصر حسين خليل سلطان المري في 15 يناير 1918 في منزل والده رقم 12 شارع قنوات بحي باكوس في الإسكندرية قبيل أحداث ثورة 1919 في مصر. وهو من أسرة صعيدية عربية قحطانية، حيث ولد والده في قرية بني مر في محافظة أسيوط، ونشأ في الإسكندرية، وعمل وكيلًا لمكتب بريد باكوس هناك، وقد تزوج من السيدة «فهيمة» التي ولدت في ملوي بالمنيا، وكان جمال عبد الناصر أول أبناء والديه. وكان والداه قد تزوجا في سنة 1917، وأنجبا ولدين من بعده، وهما عز العرب والليثي. ويقول كُتّاب سيرة عبد الناصر روبرت ستيفنس وسعيد أبو الريش أن عائلة عبد الناصر كانت مؤمنة بفكرة «المجد العربي»، ويتضح ذلك في اسم شقيق عبد الناصر، وهو عز العرب، وهذا اسم نادر في مصر.
سافرت الأسرة في كثير من الأحيان بسبب عمل والد جمال عبد الناصر. ففي سنة 1921، انتقلوا إلى أسيوط، ثم انتقلوا سنة 1923 إلى الخطاطبة. التحق عبد الناصر بروضة الأطفال بمحرم بك بالإسكندرية، ثم التحق بالمدرسة الابتدائية بالخطاطبة في الفترة ما بين سنتي 1923 و1924، وفي سنة 1925 دخل جمال مدرسة النحاسين الابتدائية بالجمالية بالقاهرة، وأقام عند عمه خليل حسين لمدة ثلاث سنوات، وكان جمال يسافر لزيارة أسرته بالإسكندرية فقط أثناء العطلات الدراسية.

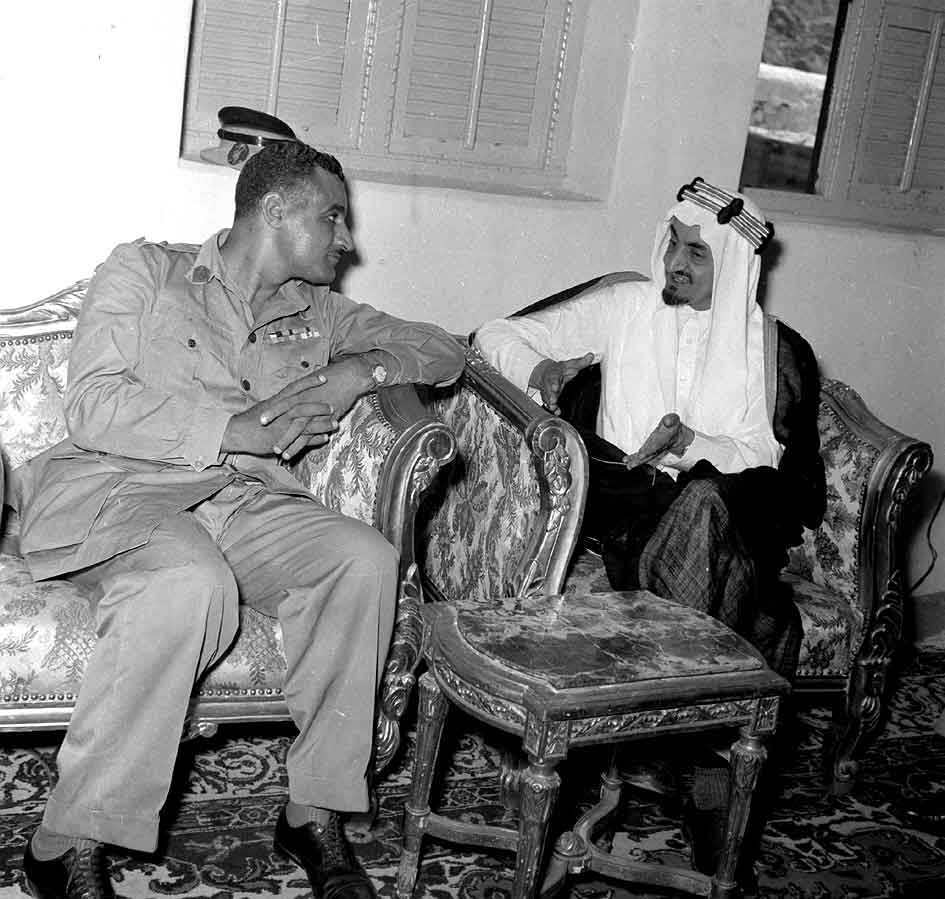
جمال عبد الناصر في السعودية مع الملك فيصل بن عبد العزيز آل سعود.

كان عبد الناصر يتبادل الرسائل مع والدته، ولكن الرسائل توقفت في أبريل 1926، وعندما عاد إلى الخطاطبة علم أن والدته قد ماتت قبل أسابيع بعد ولادتها لأخيه الثالث شوقي، ولم يملك أحد الشجاعة لإخباره بذلك. وقد قال عبد الناصر في وقت لاحق: 
| جمال عبد الناصر | لقد كان فقداني لأمي في حد ذاته أمرا محزنا للغاية، فقد كان فقدها بهذه الطريقة، وعدم توديعي إياها صدمة تركت في شعورا لا يمحوه الزمن، وقد جعلتني آلامي وأحزاني الخاصة في تلك الفترة أجد مضضا بالغا في إنزال الآلام والأحزان بالغير في مستقبل السنين | جمال عبد الناصر |

وتعمق حزن عبد الناصر عندما تزوج والده قبل نهاية هذا العام.
وبعد أن أتم جمال السنة الثالثة في مدرسة النحاسين بالقاهرة، أرسله والده في صيف 1928 عند جده لوالدته فقضى السنة الرابعة الابتدائية في مدرسة العطارين بالإسكندرية.
التحق جمال عبد الناصر بالقسم الداخلي في مدرسة حلوان الثانوية وقضى بها عاما واحدا، ثم نقل في العام التالي (1930) إلى مدرسة رأس التين بالإسكندرية بعد أن انتقل والده للعمل في الخدمة البريدية هناك. وقد بدأ نشاطه السياسي حينها، فقد رأى مظاهرة في ميدان المنشية بالإسكندرية، وانضم إليها دون أن يعلم مطالبها، وقد علم بعد ذلك أن هذا الاحتجاج كان من تنظيم جمعية مصر الفتاة، وكان هذا الاحتجاج يندد بالاستعمار الإنجليزي في مصر، وذلك في أعقاب قرار من رئيس الوزراء حينئذ إسماعيل صدقي بإلغاء دستور 1923، وألقي القبض على عبد الناصر واحتجز لمدة ليلة واحدة، قبل أن يخرجه والده.

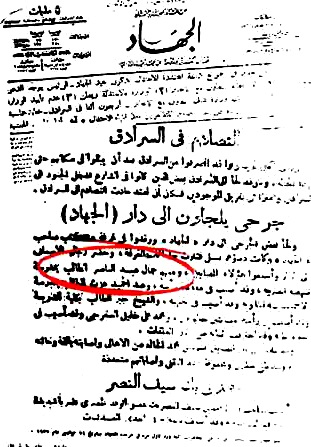
اسم عبد الناصر في جريدة الجهاد.

عندما نقل والده إلى القاهرة في عام 1933، انضم ناصر إليه هناك، والتحق بمدرسة النهضة الثانوية بحي الظاهر بالقاهرة، ومثل في عدة مسرحيات مدرسية، وكتب مقالات بمجلة المدرسة، منها مقالة عن الفيلسوف الفرنسي فولتير بعنوان «فولتير، رجل الحرية». وفي 13 نوفمبر 1935، قاد ناصر مظاهرة طلابية ضد الحكم البريطاني احتجاجا على البيان الذي أدلى به صمويل هور وزير الخارجية البريطاني قبل أربعة أيام، والذي أعلن رفض بريطانيا لعودة الحياة الدستورية في مصر. وقتل اثنان من المتظاهرين وأصيب عبد الناصر بجرح في جبينه سببته رصاصة من ضابط إنجليزي. وأسرع به زملاؤه إلى دار جريدة الجهاد التي تصادف وقوع الحادث بجوارها، ونشر اسمه في العدد الذي صدر صباح اليوم التالي بين أسماء الجرحى. وفي 12 ديسمبر، أصدر الملك الجديد، فاروق، قرارًا بإعادة الدستور.
نما نشاط عبد الناصر السياسي أكثر طوال سنوات مدرسته، حيث أنه لم يحضر سوى 45 يومًا أثناء سنته الأخيرة في المدرسة الثانوية. اعترض عبد الناصر بشدة على المعاهدة البريطانية المصرية لسنة 1936، التي تنص على استمرار وجود قوات عسكرية بريطانية في البلاد، وقد أيدت القوات السياسية في مصر هذه المعاهدة بالإجماع تقريبا. ونتيجة لذلك، انخفضت الاضطرابات السياسية في مصر انخفاضًا كبيرًا، واستأنف عبد الناصر دراسته في مدرسة النهضة، حيث حصل على شهادة التخرج في وقت لاحق من ذلك العام.

### التأثيرات المبكرة
يُؤكِّد أبو الريش أنَّ ناصر لم يُبد أي انزعاج جرَّاء نقلاته المُتكررة، وإنَّ هذ الأمر وسَّع آفاقه وجعله يتعرَّف على مُختلف طبقات المُجتمع المصري. انتمى ناصر إلى الطبقة الشعبيَّة التي عاشت أوضاعًا أصعب بكثير من أوضاع الطبقة الثرية النُخبويَّة، لِذا لم يكن راضيًا عن الأثرياء وأصحاب النُفُوذ، وكبُر امتعاضه من هذه الفئة مع مُرور السنوات. أمضى ناصر معظم وقت فراغه في القراءة، وخاصة في سنة 1933 عندما كان يعيش بالقرب من دار الكتب والوثائق القومية. قرأ القرآن، وأقوال الرسول محمد وحياة الصحابة، والسير الذاتية للزعماء القوميين نابليون، أتاتورك، أوتو فون بسمارك، وغاريبالدي والسيرة الذاتية لونستون تشرشل.
كان ناصر متأثرًا إلى حد كبير بالقومية المصرية، التي اعتنقها السياسي مصطفى كامل والشاعر أحمد شوقي، ومدربه في الكلية الحربية، عزيز المصري، الذي أعرب عبد الناصر عن امتنانه له في مقابلة صحفية سنة 1961. وقد تأثر ناصر بشدة برواية «عودة الروح» للكاتب المصري توفيق الحكيم، التي قال فيها توفيق الحكيم أن الشعب المصري كان فقط بحاجة إلى «الإنسان الذي سيمثل جميع مشاعرهم ورغباتهم، والذي سيكون بالنسبة لهم رمزا لهدفهم». وكانت هذه الرواية هي مصدر إلهام لعبد الناصر لإطلاق ثورة 1952.

## الحياة العسكرية

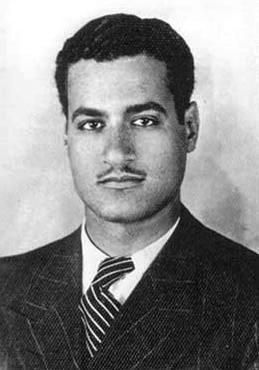
صورة لناصر في كلية الحقوق عام 1937.

في سنة 1937، تقدم عبد الناصر إلى الكلية الحربية لتدريب ضباط الجيش، ولكن الشرطة سجلت مشاركته في احتجاجات مناهضة للحكومة، فمنع من دخول الكلية، فالتحق بكلية الحقوق في جامعة الملك فؤاد (جامعة القاهرة حاليًا)، لكنه استقال بعد فصل دراسي واحد وأعاد تقديم طلب الانضمام إلى الكلية العسكرية. واستطاع عبد الناصر مقابلة وزير الحربية إبراهيم خيرى باشا، وطلب مساعدته، فوافق على انضمامه للكلية العسكرية في مارس 1937، ركز ناصر على حياته العسكرية منذ ذلك الحين، وأصبح يتصل بعائلته قليلا. في الكلية، التقى بعبد الحكيم عامر وأنور السادات، وكلاهما أصبحا مساعدين هامين له خلال فترة رئاسته. تخرج من الكلية العسكرية في شهر يوليو 1937، رقي عبد الناصر إلى رتبة ملازم ثان في سلاح المشاة.

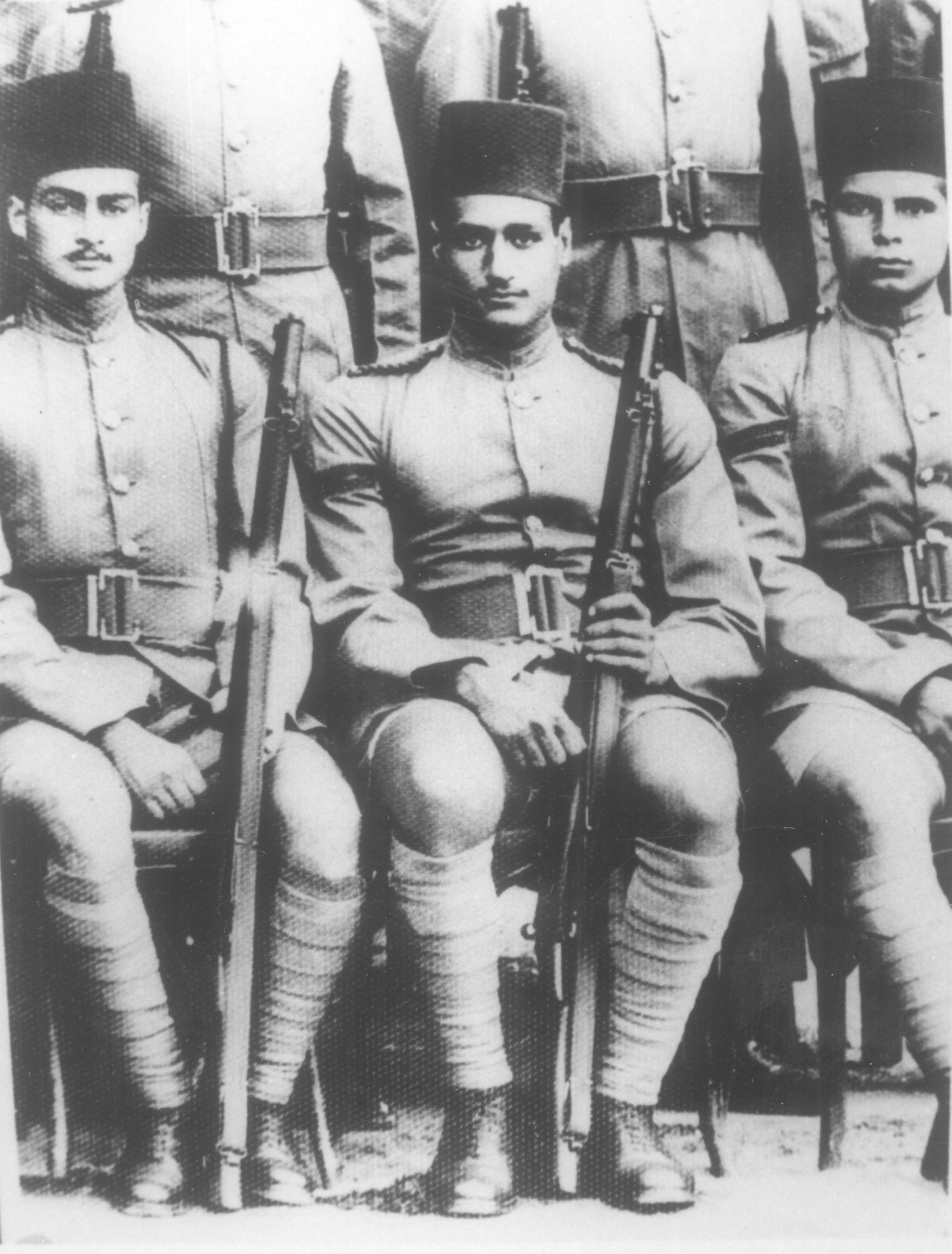
ناصر (وسط)، مع أحمد مظهر

في سنة 1941، طلب عبد الناصر النقل إلى السودان، وهناك قابل عبد الحكيم عامر، وكانت السودان حينها جزءًا من مصر. عاد جمال عبد الناصر من السودان في سبتمبر 1942، ثم حصل على وظيفة مدرب في الأكاديمية العسكرية الملكية بالقاهرة شهر مايو 1943.

في سنة 1942، سار مايلز لامبسون السفير البريطاني إلى قصر الملك فاروق وحاصره بالدبابات، وأمره بإقالة رئيس الوزراء حسين سري باشا، بسبب تعاطفه مع قوات المحور. ورأى ناصر الحادث بأنه انتهاك صارخ للسيادة المصرية، وقال عن ذلك: 
| جمال عبد الناصر | أنا أخجل من أن جيشنا لم يصدر أي رد فعل ضد هذا الهجوم | جمال عبد الناصر |

قُبِّل ناصر في كلية الأركان العامة في وقت لاحق من ذلك العام. بدأ ناصر بتشكيل مجموعة تكونت من ضباط الجيش الشباب الذين يملكون مشاعر القومية القوية. ظل ناصر على اتصال مع أعضاء المجموعة من خلال عبد الحكيم عامر، وواصل عبد الناصر البحث عن الضباط المهتمين بالأمر في مختلف فروع القوات المسلحة المصرية.

### حرب فلسطين

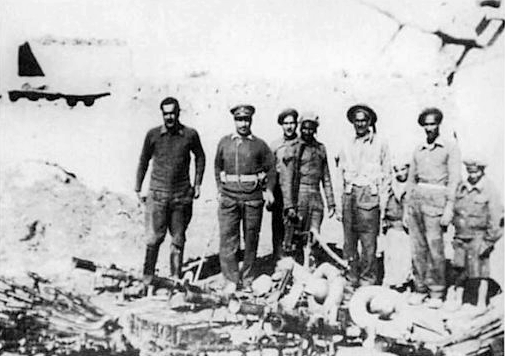
ناصر (الأول من على اليسار) مع وحدته في الفالوجة، يعرضون أسلحة استولوا عليها من الجيش الإسرائيلي خلال حرب فلسطين.

كانت أول معركة لعبد الناصر في فلسطين خلال الحرب العربية الإسرائيلية سنة 1948. تطوع عبد الناصر في البداية للخدمة في اللجنة العربية العليا بقيادة محمد أمين الحسيني، وكان عبد الناصر قد التقي بالحسيني وأعجب به. ولكن تم رفض دخول قوات اللجنة العربية العليا في الحرب من قبل الحكومة المصرية، لأسباب غير واضحة.

في مايو 1948، أرسل الملك فاروق الجيش المصري إلى فلسطين، وخدم ناصر في كتيبة المشاة السادسة. وخلال الحرب، كتب عبد الناصر عن عدم استعداد الجيش المصري، قائلا: 
| جمال عبد الناصر | تبدد جنودنا أمام التحصينات | جمال عبد الناصر |

وكان ناصر نائب قائد القوات المصرية المسؤولة عن تأمين الفالوجة. أصيب عبد الناصر بجروح طفيفة في القتال يوم 12 يوليو. وبحلول شهر أغسطس، كان عبد الناصر مع فرقته محاصرين من قبل الجيش الإسرائيلي، ولكن الفرقة رفضت الاستسلام. أدت المفاوضات بين إسرائيل ومصر أخيرًا إلى التنازل عن الفالوجة إلى إسرائيل. وفقا لإريك مارغوليس الصحفي المخضرم، تحملت القوات المصرية القصف العنيف في الفالوجة، بالرغم من أنها كانت معزولة عن قيادتها. وأصبح المدافعون، بما فيهم الضابط جمال عبد الناصر أبطالا وطنيين حينها.
استضافت المطربة المصرية أم كلثوم احتفال الجمهور بعودة الضباط رغم تحفظات الحكومة الملكية، التي كانت قد تعرضت لضغوط من قبل الحكومة البريطانية لمنع الاستقبال، وزاد ذلك من عزم عبد الناصر على الإطاحة بالملكية. بدأ عبد الناصر كتابة «فلسفة الثورة» أثناء الحصار.
بعد الحرب، عاد عبد الناصر إلى وظيفته مدرسًا في الأكاديمية الملكية العسكرية، وأرسل مبعوثين إلى جماعة الإخوان المسلمين، لتشكيل تحالف معها في أكتوبر سنة 1948، ولكنه اقتنع بعد ذلك بأن جدول أعمال الإخوان لم يكن متوافقًا مع نزعته القومية، وبدأ الكفاح من أجل منع تأثير الإخوان على أنشطته. أرسل ناصر كعضو في الوفد المصري إلى رودس في فبراير 1949 للتفاوض على هدنة رسمية مع إسرائيل، ويقول عبد الناصر أنه اعتبر شروط الهدنة مهينة، وبخاصة لأن الإسرائيليين تمكنوا من احتلال منطقة إيلات بسهولة بينما هم يتفاوضون مع العرب في مارس 1949.

## الثورة

### الضباط الأحرار

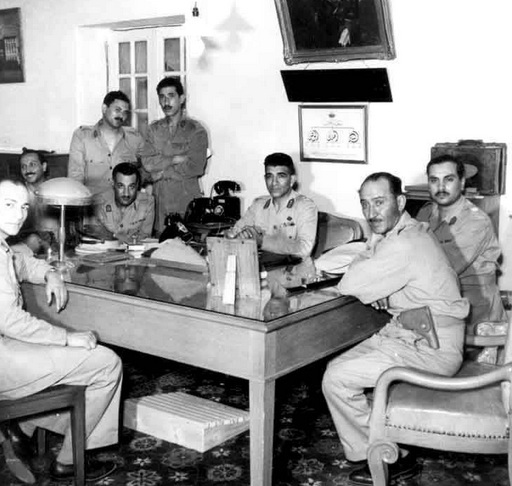
الضباط الأحرار بعد الثورة، عام 1953 (بعكس عقارب الساعة): زكريا محيي الدين، عبد اللطيف البغدادي، كمال الدين حسين (واقفا)، ناصر (جالسا)، عبد الحكيم عامر، محمد نجيب، يوسف صديق، وأحمد شوقي.

تزامنت عودة عبد الناصر لمصر مع انقلاب حسني الزعيم في سوريا. وقد شجع نجاحه الواضح عبد الناصر في مساعيه الثورية. بعد فترة وجيزة من عودته، استدعى رئيس الوزراء إبراهيم عبد الهادي عبد الناصر لاستجوابه بشأن شكوك بأنه تم تشكيل مجموعة سرية من ضباط المعارضة؛ نفى عبد الناصر هذه المزاعم بشكل مقنع، وكان عبد الهادي أيضا مترددا في اتخاذ تدابير جذرية ضد الجيش، خصوصا أمام رئيس أركانه، الذي كان حاضرا أثناء الاستجواب، وأفرج عن عبد الناصر في وقت لاحق. وقد دفع هذا الاستجواب عبد الناصر إلى تسريع أنشطة جماعته.
بعد سنة 1949، اعتمد الفريق اسم «حركة الضباط الأحرار». قام عبد الناصر بتنظيم «اللجنة التأسيسية للضباط الأحرار»، وتألفت من أربعة عشر رجلًا من مختلف الخلفيات السياسية والاجتماعية، بما في ذلك ممثلين عن الشباب المصريين، والإخوان المسلمين، والحزب الشيوعي المصري، والطبقة الأرستقراطية. انتخب ناصر رئيسا للجنة بالإجماع.

في الانتخابات البرلمانية لسنة 1950، فاز حزب الوفد بأغلبية المقاعد، ويرجع ذلك إلى غياب جماعة الإخوان المسلمين، الذين قاطعوا الانتخابات. بدأت الاتهامات بالفساد ضد سياسيي حزب الوفد تطفو على السطح، وانتشرت الشائعات والشكوك حولهم، مما جلب الضباط الأحرار إلى واجهة الحياة السياسية المصرية. وبحلول ذلك الوقت، كان عدد أعضاء الجمعية قد ارتفع إلى 90 عضوا، ووفقا لخالد محيي الدين: 
| جمال عبد الناصر | لم يعرف أحد جميع الأعضاء، ومكانهم في التسلسل الهرمي للجمعية باستثناء ناصر | جمال عبد الناصر |

ورأى ناصر أن الضباط الأحرار لم يكونوا على استعداد للتحرك ضد الحكومة، وظل نشاطه مقتصرا لمدة تقارب العامين على تجنيد الضباط ونشر المنشورات السرية.

في 11 أكتوبر سنة 1951، ألغت حكومة الوفد المعاهدة البريطانية المصرية لعام 1936، والتي أعطت السيطرة لبريطانيا على قناة السويس حتى سنة 1956. ووفقًا لأنور السادات: 
| جمال عبد الناصر | قرر ناصر حينها شن "حملة اغتيالات على نطاق واسع" | جمال عبد الناصر |

وفي يناير عام 1952، حاول عبد الناصر وحسن إبراهيم قتل حسين سري عامر ببنادقهم الرشاشة، بينما كان يقود سيارته في شوارع القاهرة، وبدلا من قتل الضابط، أصاب أحد المهاجمين امرأة مارة بريئة. وذكر ناصر أنه بكى لذلك، وجعله هذا الأمر يعدل عن رأيه.
كان سري عامر مقربًا من الملك فاروق، ورشح لرئاسة نادي الضباط. كان ناصر مصممًا على استقلال الجيش عن النظام الملكي، وطلب من محمد نجيب الانضمام إلى الضباط الأحرار عن طريق عبد الحكيم عامر. وكان محمد نجيب ضابطًا شعبيًا، قدم استقالته إلى الملك فاروق في عام 1942، وأصيب ثلاث مرات في حرب فلسطين.

### ثورة 23 يوليو

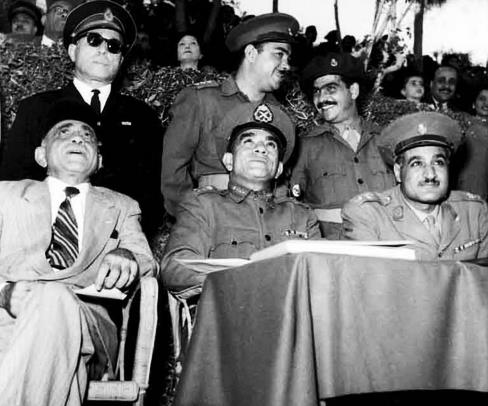
قادة مصر بعد الإطاحة بالملك فاروق، نوفمبر 1952، من اليسار إلى اليمين: سليمان حافظ، محمد نجيب وناصر

يوم 25 يناير سنة 1952، حدثت مواجهة بين القوات البريطانية وشرطة الإسماعيلية أدت إلى مقتل أربعين من رجال الشرطة المصرية بالرصاص، ودارت أعمال شغب في القاهرة في اليوم التالي، مما أسفر عن مقتل 76 شخصا. بعد ذلك، نشر ناصر برنامجا من ست نقاط لمصر في مجلة روز اليوسف لتفكيك الإقطاع والقضاء على النفوذ البريطاني. في مايو 1952، تلقى ناصر كلمة تقول بأن الملك فاروق قد عرف أسماء الضباط الأحرار وسيقوم بإلقاء القبض عليهم، فقام عبد الناصر على الفور بتوكيل مهمة التخطيط للاستيلاء على الحكومة إلى زكريا محي الدين، بمساعدة وحدات الجيش الموالية للجمعية.
كان الضباط الأحرار يقولون أن نيتهم ليست تثبيت أنفسهم في الحكومة، وإنما إعادة إنشاء دولة ديمقراطية برلمانية. لم يعتقد عبد الناصر أن ضابطًا من ذوي الرتب المتدنية مثله (مقدم) من شأنه أن يكون مقبولًا من قبل الشعب المصري، واختار لذلك محمد نجيب ليكون قائدا للثورة (اسميًا). انطلقت الثورة يوم 22 (توضيح) يوليو وأعلن نجاحها في اليوم التالي. استولى الضباط الأحرار على جميع المباني الحكومية، والمحطات الإذاعية، ومراكز الشرطة، وكذلك مقر قيادة الجيش في القاهرة. وكان العديد من الضباط المتمردين يقودون وحداتهم، ارتدى ناصر ملابس مدنية لتجنب القبض عليه عن طريق النظام الملكي. وفي خطوة لدرء التدخل الأجنبي، أخبر ناصر الولايات المتحدة والحكومة البريطانية قبل يومين من الثورة عن نواياه واتفق معهما على عدم مساعدة فاروق. وتحت ضغط من أمريكا، وافق ناصر على نفي الملك المخلوع مع احتفال تكريمي.

جمال عبد الناصر مع الرئيس محمد نجيب

يوم 18 يونيو سنة 1953، تم إلغاء النظام الملكي وأعلن قيام الجمهورية في مصر، وكان نجيب أول رئيس لها، ووفقًا لأبو الريش: بعد توليهم السلطة، أصبح ناصر والضباط الأحرار «أوصياء على مصالح الشعب» ضد النظام الملكي وطبقة «الباشاوات». وطلبوا من رئيس الوزراء السابق علي ماهر قبول إعادة تعيينه في موقعه السابق، وتشكيل مجلس الوزراء بأكمله من المدنيين. حكم الضباط الأحرار باسم «مجلس قيادة الثورة» عن طريق محمد نجيب رئيسًا وجمال عبد الناصر نائبا للرئيس. قام عبد الناصر بالعديد من الإصلاحات كقانون الإصلاح الزراعي، وإلغاء النظام الملكي، وإعادة تنظيم الأحزاب السياسية. استقال ماهر يوم 7 (عدد) سبتمبر. وتولى نجيب دورًا إضافيًا وهو رئاسة الوزراء، وعبد الناصر نائبًا رئيس الوزراء. وفي سبتمبر، تم وضع قانون الإصلاح الزراعي حيز التنفيذ. ومن وجهة نظر عبد الناصر، أعطى هذا القانون مجلس قيادة الثورة هويته وحول الانقلاب إلى ثورة.
قبل تطبيق قانون الإصلاح الزراعي، في شهر أغسطس عام 1952، اندلعت أعمال شغب يقودها الشيوعيون في مصانع الغزل والنسيج في كفر الدوار، مما أدى إلى اشتباك الجيش معهم ما أسفر عن مقتل 8 جنود و5 من العمال وإصابة 28. أصر معظم أعضاء مجلس قيادة الثورة على إعدام اثنين من زعماء أعمال الشغب، رفض ناصر هذا الرأي ومع ذلك، نُفِّذ الحكم. وقال نجيب في مذكراته «إنني التقيت بهما وكنت مقتنعا ببراءتهما بل وكنت معجبا بشجاعتهما ولكن صدقت على حكم إعدامهما تحت ضغط وزير الداخلية – جمال عبد الناصر – لمنع تكرار مثل هذه الأحداث». أيد الإخوان المسلمون مجلس قيادة الثورة، وبعد تولي نجيب للسلطة، طالبوا بأربع حقائب وزارية في الحكومة الجديدة. رفض عبد الناصر مطالبهم وبدلًا من إعطائهم أربع حقائب وزارية، منح اثنين من أعضاء الجماعة مناصب وزارية طفيفة.

## الطريق إلى الرئاسة

### الخلاف مع نجيب

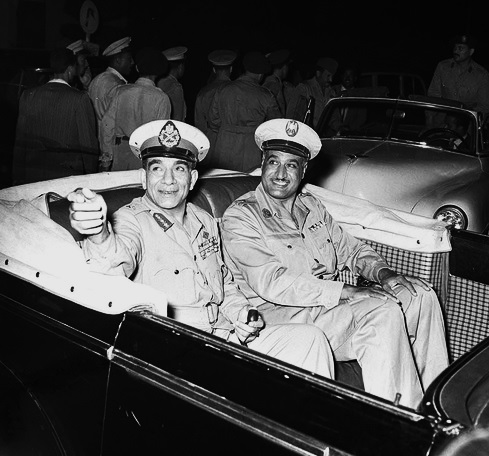
ناصر (على اليمين) ومحمد نجيب (على اليسار) خلال الاحتفالات بمناسبة الذكرى السنوية الثانية لثورة 1952.

في يناير 1953 تمكن عبد الناصر من التغلب على المعارضة بقيادة نجيب وحظر جميع الأحزاب السياسية، وأنشأ نظام الحزب الواحد تحت مظلة هيئة التحرير، والأخيرة حركة فضفاضة كانت مهمتها الرئيسية تنظيم مسيرات وإلقاء محاضرات مناؤة لمجلس قيادة الثورة، وتولى عبد الناصر منصب أمينها العام. وعلى الرغم من قرار حل البرلمان، كان عبد الناصر عضو مجلس قيادة الثورة الوحيد الذي ما زال يفضل إجراء الانتخابات البرلمانية، وفقًا لعبد اللطيف البغدادي (أحد زملائه من الضباط). وظل عبد الناصر ينادي بإجراء الانتخابات البرلمانية في سنة 1956. في مارس سنة 1953، قاد ناصر الوفد المصري للتفاوض على انسحاب القوات البريطانية من قناة السويس.

عندما بدأت علامات الاستقلال من مجلس قيادة الثورة تظهر من نجيب، حيث نأى بنفسه عن قانون الإصلاح الزراعي وتقرب إلى الأحزاب المعارضة لمجلس قيادة الثورة مثل: جماعة الإخوان المسلمين وحزب الوفد، فكر ناصر في تنحيته. في يونيو، سيطر ناصر على منصب وزير الداخلية بعزل الوزير سليمان حافظ، الموالي لمحمد نجيب، وضغط على نجيب لاختتام إلغاء النظام الملكي.
في 25 فبراير 1954، أعلن نجيب استقالته من مجلس قيادة الثورة بعد أن عقد مجلس قيادة الثورة لقاء رسميًا دون حضوره قبل يومين. في 26 فبراير، قبل ناصر استقالة نجيب، وقام بوضع نجيب تحت الإقامة الجبرية في منزله. وعين مجلس قيادة الثورة ناصر قائدًا لمجلس قيادة الثورة ورئيسًا لمجلس الوزراء، على أن يبقى منصب رئيس الجمهورية شاغرًا. وكما أراد نجيب، ثم تمرد على الفور بين ضباط الجيش، وطالبوا بإعادة نجيب وحل مجلس قيادة الثورة. ولكن في 27 فبراير، أطلق أنصار عبد الناصر في الجيش غارة على القيادة العامة العسكرية، وقاموا بإنهاء التمرد. وفي وقت لاحق من ذلك اليوم، نظم مئات الآلاف من أعضاء جماعة الأخوان المسلمين مظاهرات، ودعوا لعودة نجيب وسجن عبد الناصر. وأيضا طالبت مجموعة كبيرة داخل مجلس قيادة الثورة، بقيادة خالد محيي الدين، بإطلاق سراح نجيب وعودته إلى رئاسة الجمهورية، واضطر ناصر إلى الإذعان لمطالبهم، ولكنه أجل إعادة نجيب حتى 4 مارس، وقام بتعيين عبد الحكيم عامر قائدًا للقوات المسلحة، وكان هذا المنصب في يد محمد نجيب قبل عزله.
يوم 5 مارس، قامت قوات الأمن التابعة لعبد الناصر بالقبض على الآلاف من المشاركين في المظاهرات الداعية لعودة نجيب. نجح مجلس قيادة الثورة في إثارة المستفيدين من الثورة، أي العمال والفلاحين، والبرجوازيين الصغار، حيث قاموا بتنظيم مظاهرات كبيرة، لمعارضة قرارات نجيب، التي ألغى فيها قانون الإصلاح الزراعي وعدة إصلاحات أخرى. سعى نجيب لقمع المظاهرات، ولكن تم رفض طلباته من قبل رؤساء قوات الأمن. يوم 29 مارس، أعلن ناصر إلغاء قرارات نجيب «ردا على طلب الشارع». بين أبريل ويونيو، تم اعتقال وفصل مئات من مؤيدي نجيب في الجيش، وكان محيي الدين منفيا في سويسرا بصورة غير رسمية (لتمثيل مجلس قيادة الثورة في الخارج). حاول الملك سعود ملك المملكة العربية السعودية إصلاح العلاقات بين عبد الناصر ونجيب، ولكن دون جدوى.

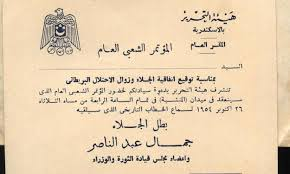
26-10-1954

### رئاسة مجلس قيادة الثورة
في 26 أكتوبر 1954، حاول محمود عبد اللطيف أحد أعضاء جماعة الإخوان المسلمين اغتيال عبد الناصر، عندما كان يلقي خطابًا في الإسكندرية للاحتفال بالانسحاب العسكري البريطاني. كان المسلح بعيدا عنه بـ 25 قدمًا (7.6 متر)، وأطلق ثماني طلقات، ولكن جميع الطلقات لم تصب ناصر. اندلعت حالة من الذعر بين الجمهور، لكن ناصر رفع صوته وطلب من الجماهير الهدوء، وصاح بما يلي: 
| جمال عبد الناصر | فليبق كل في مكانه أيها الرجال، فليبق كل في مكانه أيها الرجال، حياتي فداء لكم، دمي فداء لكم، سأعيش من أجلكم، وأموت من أجل حريتكم وشرفكم، إذا كان يجب أن يموت جمال عبد الناصر، يجب أن يكون كل واحد منكم جمال عبد الناصر، جمال عبد الناصر منكم ومستعد للتضحية بحياته من أجل البلاد | جمال عبد الناصر |

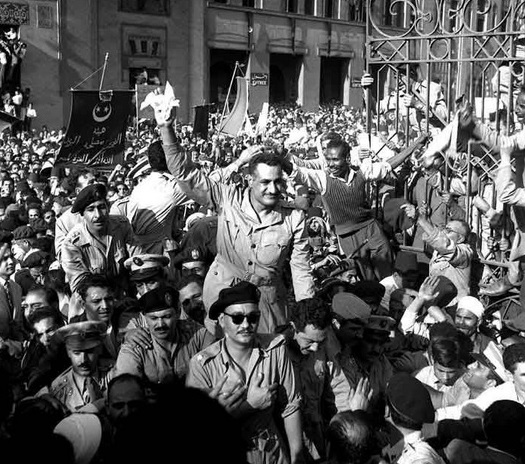
استقبال الحشود لناصر في الإسكندرية بعد يوم واحد من إعلانه الانسحاب البريطاني ومحاولة اغتياله، 27 أكتوبر 1954.

تعالت صيحات التشجيع لعبد الناصر في مصر والوطن العربي. وأتت محاولة الاغتيال بنتائج عكسية. وبعد عودته إلى القاهرة، أمر عبد الناصر بواحدة من أكبر الحملات السياسية في التاريخ الحديث لمصر، فتم اعتقال الآلاف من المعارضين، ومعظمهم من أعضاء جماعة الإخوان المسلمين والشيوعيين، وتمت إقالة 140 ضابطًا مواليًا لنجيب. وحكم على ثمانية من قادة الإخوان بالإعدام. تمت إزالة محمد نجيب من رئاسة الجمهورية ووضع تحت الإقامة الجبرية، ولكن لم تتم محاكمته، ولم يقم أحد في الجيش بالدفاع عنه. وبعد تحييد منافسيه، أصبح عبد الناصر الزعيم في مصر بلا منازع.
كان لا يزال عدد مؤيدي عبد الناصر قليلًا، ولا يضمن له الحفاظ على خططه الإصلاحية، وسعيه للبقاء في السلطة. فقام عبد الناصر بإلقاء عدة خطب في أماكن مختلفة في البلاد، للترويج لنفسه ولهيئة التحرير. وقام بفرض ضوابط على الصحافة، وأعلن أن جميع المنشورات والصحف لابد أن تلقى موافقته عليها لمنع «الفتنة». غنى كل من أم كلثوم وعبد الحليم حافظ، وبعض المطربين العرب البارزين في هذا العصر عدة أغاني تشيد بقومية عبد الناصر. وأنتجت عدة مسرحيات تشوه سمعة خصومه السياسيين. ووفقًا لبعض معاونيه، دبر عبد الناصر الحملة بنفسه. وبدأت القومية العربية تظهر بشكل متكرر في خطاباته في سنتي 1954 - 1955. ثم في يناير 1955 عين رئيسًا لمجلس قيادة الثورة.
قام عبد الناصر بعمل اتصالات سرية بغرض السلام مع إسرائيل في سنتي1954 - 1955 ، لكنه صمم بعد ذلك على أن السلام مع إسرائيل مستحيل، واعتبر أنها «دولة توسعية تنظر للعرب بازدراء». يوم 28 فبراير 1955، هاجمت القوات الإسرائيلية قطاع غزة، الذي كانت تسيطر عليه مصر في ذلك الوقت، وأعلنت إسرائيل أن هدفها هو القضاء على الغارات الفدائية الفلسطينية. شعر عبد الناصر بأن الجيش المصري ليس على استعداد للمواجهة ولم يرد عسكريًا. كان فشله في الرد على العمل العسكري الإسرائيلي ضربة لشعبيته المتزايدة. في وقت لاحق أمر ناصر بتشديد الحصار على الملاحة الإسرائيلية من خلال مضيق تيران. قام الإسرائيليون بإعادة عسكرة منطقة عوجة الحفير منزوعة السلاح على الحدود المصرية في 21 سبتمبر.
وبالتزامن مع غارة فبراير الإسرائيلية، تم تشكيل حلف بغداد بين بعض الحلفاء الإقليميين للمملكة المتحدة. اعتبر عبد الناصر حلف بغداد تهديدا لجهوده للقضاء على النفوذ العسكري البريطاني في الشرق الأوسط، وآلية لتقويض جامعة الدول العربية و«إدامة التبعية العربية للصهيونية والإمبريالية الغربية». ورأى ناصر أنه إذا كان يريد الحفاظ على الموقع الريادي الإقليمي لمصر فهو يحتاج إلى الحصول على الأسلحة الحديثة لتسليح جيشه. عندما أصبح واضحا له أن الدول الغربية لن تمد مصر بالأسلحة تحت شروط مالية وعسكرية مقبولة، تحول عبد الناصر إلى الكتلة الشرقية وأبرم اتفاق شراء أسلحة من تشيكوسلوفاكيا بمبلغ 320 مليون دولار أمريكي في 27 سبتمبر. بعد صفقة الأسلحة التشيكوسلوفاكية، أصبح ميزان القوى بين مصر وإسرائيل أكثر تعادلًا، وتعزز دور عبد الناصر كقائد للعرب يتحدى الغرب.

### إعلان الحياد

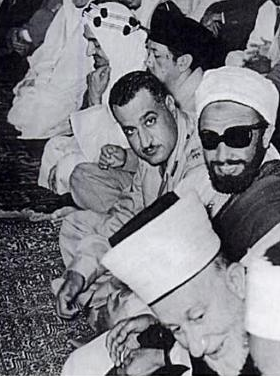
ناصر والإمام أحمد من شمال اليمن (وجههما للكاميرا)، والأمير فيصل من المملكة العربية السعودية في الجلباب الأبيض في الخلف، أمين الحسيني من حكومة عموم فلسطين في المقدمة في مؤتمر باندونغ، أبريل 1955

في مؤتمر باندونغ في إندونيسيا أواخر أبريل 1955، كان عبد الناصر يعامل كأبرز ممثلي الدول العربية، وكان واحدًا من الشخصيات الأكثر شعبية في القمة. وكان عبد الناصر قد زار باكستان في وقت سابق (9 (عدد) أبريل) والهند (14 أبريل)، وبورما وأفغانستان في الطريق إلى باندونغ. وأقام معاهدة صداقة مع الهند في القاهرة يوم 6 (عدد) أبريل، مما عزز العلاقات المصرية الهندية في السياسة الدولية وجبهات التنمية الاقتصادية.

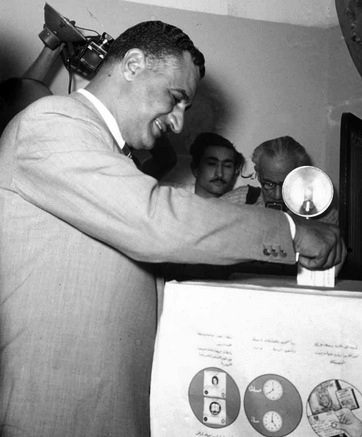
ناصر يدلي بصوته في الاستفتاء على الدستور المقترح، 23 يونيو 1956

توسط ناصر في مناقشات المؤتمر بين الفصائل الموالية للغرب، والموالية للاتحاد السوفيتي. وسعت جهود عبد الناصر للتصدي للاستعمار في إفريقيا وآسيا وتعزيز السلام العالمي في ظل الحرب الباردة بين الغرب والاتحاد السوفيتي. قدم عبد الناصر الدعم من أجل استقلال تونس والجزائر والمغرب عن الحكم الفرنسي، ودعم حق عودة الفلسطينيين لمنازلهم، ودعى لتنفيذ قرارات الأمم المتحدة فيما يتعلق بالصراع العربي الإسرائيلي. نجح في الضغط على الحضور لتمرير قرارات بشأن كل من هذه القضايا، وأبرز مكاسبه كان ضمان الدعم القوي من الصين والهند.
بعد مؤتمر باندونج، أعلن ناصر رسميا «الحياد الإيجابي» لمصر بشأن الحرب الباردة. وتم استقبال عبد الناصر من قبل حشود كبيرة من الناس غطت شوارع القاهرة لدى عودته إلى مصر في 2 مايو، وتم الإعلان على نطاق واسع في الصحافة عن إنجازاته وقيادته للمؤتمر. ونتيجة لذلك، تعززت مكانة عبد الناصر إلى حد كبير كما زادت ثقته في نفسه.

### 1956 (الدستور والرئاسة)

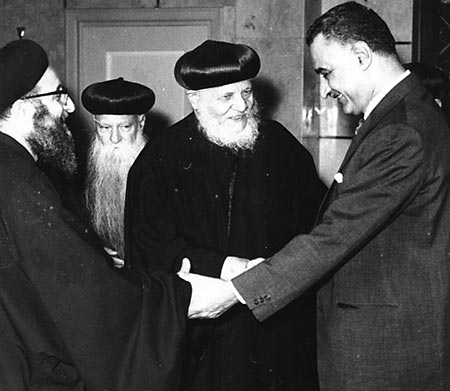
الرئيس ناصر يستقبل وفدا من الأساقفة المسيحيون من الدقهلية وقنا وقوص وسوهاج (1965).

مع تعزيز موقعه الداخلي إلى حد كبير، أصبح ناصر قادرا على ضمان أسبقيته على زملائه في مجلس قيادة الثورة، واكتساب سلطة صنع القرار من دون منازع نسبيا، وخاصة في السياسة الخارجية.
خلال شهر يناير من سنة 1956، أُعلن عن الدُستور المصري الجديد، الذي نصَّ على تأسيس نظام الحزب الواحد تحت مظلَّة الاتحاد القومي. يفلسف ناصر الاتحاد القومي بقوله: «إن الاتحاد القومي ليس حزبًا، وإنما هو وطن بأكمله داخل إطار واحد ... ويحقق أهداف ثورته التي لا بد من تحقيقها». كان الاتحاد القومي هو نفسه هيئة التحرير بعد إعادة تشكيلها، بعد أن فشل ناصر في حشد المُشاركة الشعبيَّة الكبيرة فيها. حاول ناصر أن يُخرط المزيد من المُواطنين في الحركة الجديدة، على أن يتم تقديم طلبات الانتساب إلى لجانٍ شعبيَّةٍ مُختصَّة تُوافق عليها أولًا، وذلك في سبيل ترسيخ الدعم الشعبي لِحُكومته. كان الاتحاد القومي يختار مُرشحًا للانتخابات الرئاسيَّة على أن تتم الموافقة عليه من قبل الجماهير بعد أن يُطرح اسمه من قِبل اللجان.
تم ترشيح عبد الناصر لمنصب رئاسة الجمهورية، وطرح الدستور الجديد للاستفتاء العام يوم 23 يونيو، وحاز كلاهما على الموافقة بأغلبية ساحقة. وأنشئ مجلس الأمة الذي يتضمن 350 عضوا. وجرت الانتخابات في يوليو سنة 1957. منح الدستور حق الاقتراع للمرأة، وحظر التمييز القائم على نوع الجنس، وكفل حماية خاصة للنساء في مكان العمل. تزامنا مع الدستور الجديد ورئاسة عبد الناصر، حل مجلس قيادة الثورة نفسه كجزء من الانتقال إلى الحكم المدني. وخلال المناقشات التي دارت لتشكيل حكومة جديدة، بدأ ناصر عملية تهميش منافسيه من بين الضباط الأحرار الأصليين، بينما رفع أقرب حلفائه لمناصب رفيعة المستوى في الحكومة.

## تأميم قناة السويس

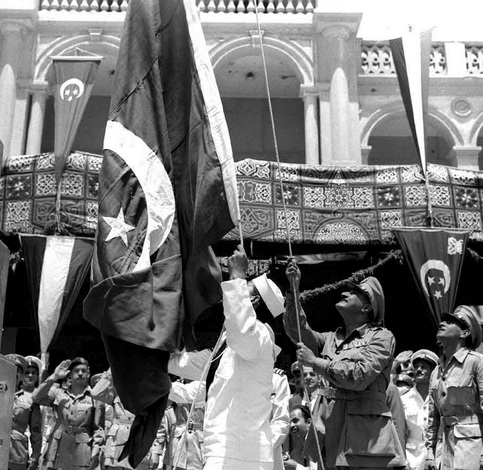
ناصر يرفع العلم المصري على قناة السويس في مدينة بورسعيد، بمناسبة الاحتفال بالانسحاب العسكري البريطاني من البلاد، يونيو 1956

بعد فترة انتقالية مدتها ثلاث سنوات، تسلم ناصر السلطة. اصطدمت سياساته الخارجية والداخلية المستقلة بشكل متزايد مع المصالح الإقليمية لكل من المملكة المتحدة وفرنسا. أدانت الأخيرة دعمه القوي لاستقلال الجزائر، واهتاجت حكومة أنطوني إيدن في المملكة المتحدة من حملة عبد الناصر ضد حلف بغداد. بالإضافة إلى ذلك، فقد أدى تمسك عبد الناصر بالحياد بشأن الحرب الباردة، والاعتراف بالصين الشيوعية، وصفقة الأسلحة مع الكتلة الشرقية إلى انزعاج للولايات المتحدة. في 19 تموز 1956، سحبت الولايات المتحدة وبريطانيا فجأة عرضهما لتمويل بناء سد أسوان، حيث أعربتا عن خوفهما من أن الاقتصاد المصري سوف يغرق بسبب هذا المشروع.
أُبلِغ ناصر بالانسحاب البريطاني الأمريكي بينما كان على متن طائرة العودة إلى القاهرة من بلغراد. يؤكد الصحفي محمد حسنين هيكل أن ناصر اتخذ القرار النهائي لتأميم قناة السويس بين 19 و20 يوليو. ولكن ناصر ذكر بنفسه في وقت لاحق أنه قرر ذلك في 23 يوليو، بعد دراسة المسألة والتباحث مع بعض مستشاريه من مجلس قيادة الثورة المنحل، وهما البغدادي ومحمود يونس. علم بقية أعضاء مجلس قيادة الثورة بالقرار يوم 24 يوليو، بينما كان الجزء الأكبر من مجلس الوزراء غير مدركين لمخطط التأميم حتى قبل ساعات من إعلان عبد الناصر عنه.
في 26 يوليو 1956، قدم ناصر خطابا في الإسكندرية أعلن فيه تأميم شركة قناة السويس كوسيلة لتمويل مشروع سد أسوان في ضوء انسحاب القوات البريطانية الأمريكية. ووسط حديثه، ندد ناصر بالإمبريالية البريطانية في مصر والسيطرة البريطانية على أرباح شركة القناة، وتمسك بحق الشعب المصري في السيادة على الممر المائي، خاصة وأن 120,000 مصري قد مات في سبيل إنشائه.
وكان في استقبال إعلان تأميم القناة تأييد واسع من قبل الجمهور في مصر، وفي جميع أنحاء الوطن العربي، نزل الآلاف إلى الشوارع مرددين هتافات داعمة لهذا القرار. وكتب المحلل السياسي المصري محمود حمد أنه بعد تأميم القناة اكتسب ناصر شعبية «شبه تامة» أنشأت الشرعية وجعلته «القائد الكاريزمي» و«المتحدث باسم الجماهير ليس فقط في مصر، بل في جميع أنحاء العالم الثالث». ووفقا لأبو الريش، كان هذا أكبر انتصار لقومية عبد الناصر العربية في ذلك الوقت و«بعد فترة قصيرة كانت لوحاته يمكن العثور عليها في خيام اليمن، وأسواق مراكش، والفيلات الفاخرة في سوريا». وكان التبرير الرسمي لتأميم القناة أن الأموال الناتجة من القناة ستستخدم في بناء السد في أسوان. وفي اليوم نفسه، أغلقت مصر القناة أمام الملاحة الإسرائيلية.

### أزمة قناة السويس
رأت فرنسا والمملكة المتحدة، وهما أكبر دولتين مساهمَتيْنِ في شركة قناة السويس، أن تأميم قناة السويس عمل عدائي من قبل الحكومة المصرية. كان ناصر يدرك أن تأميم القناة سوف يحدث أزمة دولية، واعتقد أن احتمال التدخل العسكري من قبل الدولتين (فرنسا والمملكة المتحدة) 80 في المئة. وقال أنه يعتقد، مع ذلك، أن المملكة المتحدة لن تكون قادرة على التدخل عسكريا لمدة شهرين على الأقل بعد الإعلان، ووصف التدخل الإسرائيلي بأنه «مستحيل».
في أوائل أكتوبر، اجتمع مجلس أمن الأمم المتحدة بشأن مسألة تأميم القناة واتخذ قرارا بالاعتراف بحق مصر في السيطرة على القناة طالما استمرت في السماح بمرور السفن الأجنبية من القناة. وفقا لهيكل، بعد هذا الاتفاق «قدر ناصر أن خطر الغزو قد انخفض إلى 10 في المئة». ومع ذلك، بعد وقت قصير، عقدت المملكة المتحدة، وفرنسا، وإسرائيل اتفاقا سريا للاستيلاء على قناة السويس، واحتلال أجزاء من مصر، وإسقاط عبد الناصر.
في 29 أكتوبر 1956، عبرت القوات الإسرائيلية شبه جزيرة سيناء، وسرعان ما تقدمت إلى أهدافها. بعد ذلك بيومين، قصفت الطائرات البريطانية والفرنسية المطارات المصرية في منطقة القناة. أمر ناصر القيادات العسكرية بسحب الجيش المصري من سيناء لتعزيز دفاعات القناة. وعلاوة على ذلك، فقد تخوف ناصر من إرسال سلاح المدرعات لمواجهة القوة الغازية الإسرائيلية (والبريطانية والفرنسية التي هبطت في وقت لاحق على مدينة بورسعيد)، حيث أنه تخوف من تدميرها من قبل قوات الدول الثلاث مجتمعة. اختلف عامر معه بشدة، حيث أصر على أن الدبابات المصرية يجب أن تواجه الإسرائيليين في المعركة. دارت بين كليهما مناقشات ساخنة يوم 3 نوفمبر، وسلم عامر برأي ناصر.
على الرغم من الأمر بانسحاب القوات المصرية من سيناء، فقد قتل نحو 2000 جندي مصري خلال الاشتباكات مع القوات الإسرائيلية، وتم القبض على 5000 جندي مصري تقريبا من قبل الجيش الإسرائيلي. اقترح عامر وصلاح سالم طلب وقف إطلاق النار، وطلب سالم أيضا من ناصر تسليم نفسه للقوات البريطانية. وبخهما ناصر، وقال أن الجيش لن يستسلم. تولى ناصر القيادة العسكرية. على الرغم من السهولة النسبية التي تم بها احتلال سيناء، لم يلحق بهيبة عبد الناصر في الداخل وبين العرب أي أذى. لتعويض الأداء الضعيف للجيش المصري، أذن الناصر بتوزيع حوالي 400000 بندقية على المتطوعين المدنيين ومئات من الميليشيات التي تشكلت في جميع أنحاء مصر، والتي قادها الكثير من المعارضين السياسيين لجمال عبد الناصر.
أرسلت كتيبة المشاة الثالثة والمئات من عناصر الحرس الوطني إلى بورسعيد لتعزيز الدفاعات المصرية هناك. سافر ناصر والبغدادي إلى منطقة القناة لرفع الروح المعنوية للمتطوعين المسلحين. وفقا لمذكرات البغدادي، وصف ناصر الجيش المصري بأنه «محطم». عندما هبطت القوات البريطانية والفرنسية في بورسعيد في 5-6 نوفمبر، زادت الميليشيات المحلية من مقاومتها وقوة دفاعاتها، وقد أدت مقاومتها الشديدة إلى القتال من شارع إلى شارع. وكان قائد الجيش المصري في المدينة يستعد لطلب شروط لوقف إطلاق النار، ولكن ناصر نهاه عن ذلك. تمكنت القوات البريطانية والفرنسية من الاستيلاء على معظم أجزاء المدينة في 7 نوفمبر. قتل من 750 إلى 1000 مصري في معركة بورسعيد.
أدانت إدارة أيزنهاور الأمريكية الغزو الثلاثي، ودعمت قرارات الأمم المتحدة المطالبة بسحب قوات الدول الثلاثة الغازية. أثنى ناصر على أيزنهاور، مشيرا إلى أنه لعب «أكبر الأدوار وأكثرها حسما» في وقف «المؤامرة الثلاثية». وبحلول نهاية شهر ديسمبر، انسحبت القوات البريطانية والفرنسية تماما من الأراضي المصرية، في حين أنهت إسرائيل انسحابها في مارس 1957 وأطلقت سراح جميع أسرى الحرب المصريين. ونتيجة لأزمة السويس، أصدر ناصر مجموعة من اللوائح فرضت شروطا صارمة للحصول على الإقامة والمواطنة، والتي أثرت في أغلبها على المواطنين اليهود (المصريين والأجانب على حد سواء)، وطرد الآلاف منهم أو أجبروا على مغادرة البلاد.
يوم 8 أبريل، أعيد فتح القناة، وتم تعزيز الموقف السياسي لعبد الناصر بشكل كبير بسبب فشل الغزو ومحاولة الإطاحة به. يقول أنثوني نوتنغ أن هذه الأزمة «هي التي جعلت ناصر أخيرا وبشكل كامل، رئيسا لمصر».

## العروبة والاشتراكية

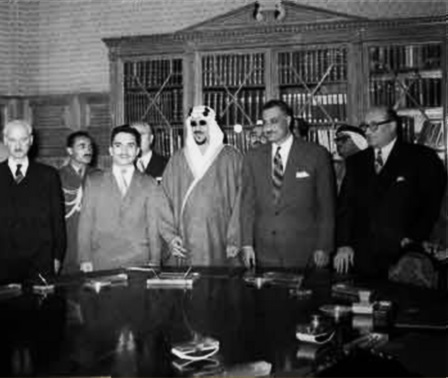
توقيع معاهدة الدفاع المشترك بين مصر والأردن وسورية والسعودية عام 1957. في الصف الأمامي من اليسار إلى اليمين: رئيس وزراء الأردن سليمان النابلسي، حسين ملك الأردن، الملك سعود، عبد الناصر، صبري العسلي من سوريا

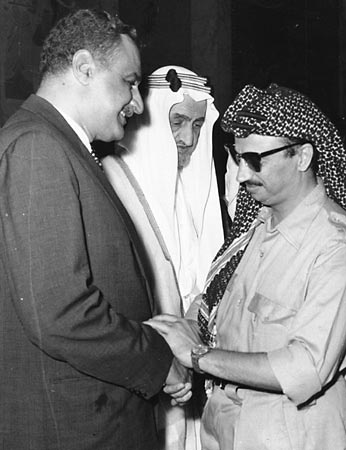
جمال عبدالناصر يلتقي ياسر عرفات بجانب الملك فيصل عام 1970م

قبل سنة 1957، كانت القومية العربية هي الأيديولوجية السائدة في الوطن العربي، واعتبر المواطن العربي ناصر زعيمه بلا منازع. أرجع المؤرخ عديد دويشا الفضل في ذلك إلى «كاريزما» عبد الناصر، والتي عززها انتصاره في أزمة السويس، واتخاذه من القاهرة مقرا لإذاعة صوت العرب، التي نشرت أفكار عبد الناصر في جميع أنحاء العالم الناطقة باللغة العربية، وكتب المؤرخ يوجين روغان: 
| جمال عبد الناصر | غزا ناصر الوطن العربي عن طريق الإذاعة | جمال عبد الناصر |

اللبنانيون المتعاطفون مع عبد الناصر والسفارة المصرية في بيروت اشتروا الكثير من وسائل الإعلام اللبنانية للمساهمة في زيادة نشر أفكار عبد الناصر عالميا. كما تمتع ناصر بدعم من المنظمات القومية العربية، في جميع أنحاء المنطقة. وكان العديد من أتباعه يمولونه تمويلا جيدا، ولكنهم افتقروا إلى أي هيكل أو تنظيم دائم. دعوا أنفسهم «الناصريين»، على الرغم من اعتراض عبد الناصر على التسمية، حيث قال أنه يفضل مصطلح «القوميين العرب».
في يناير 1957، اعتمدت الولايات المتحدة مبدأ أيزنهاور وتعهدت بمنع انتشار الشيوعية في الشرق الأوسط. على الرغم من أن ناصر كان معارضا للشيوعية في المنطقة، كانت زعامته للعرب مُعتبَرة كتهديد من قبل الدول الموالية للغرب في المنطقة. حاول أيزنهاور عزل ناصر وتقليل نفوذه الإقليمي من خلال محاولة تحويل الملك سعود إلى موازينه. أيضا في يناير، رئيس الوزراء الأردني المنتخب، والمؤيد لعبد الناصر، سليمان النابلسي انضم بالأردن إلى معاهدة عسكرية مع مصر، وسوريا، والمملكة العربية السعودية.
تدهورت العلاقات بين عبد الناصر والملك حسين في أبريل عندما اتهم حسين ناصر بالتورط في دعم محاولتي الانقلاب ضده، التي قادها علي أبو نوار ورفاقه على الرغم من أن عبد الناصر لم يشترك فيهما، وحل حسين حكومة النابلسي. انتقد ناصر في وقت لاحق حسين على راديو القاهرة، واصفا إياه بأنه «أداة للإمبريالية». أصبحت علاقات ناصر مع الملك سعود عدائية أيضا، حيث بدأ هذا الأخير في الخوف من أن زيادة شعبية عبد الناصر في المملكة العربية السعودية أصبحت تهديدا حقيقيا لبقاء العائلة المالكة. وعلى الرغم من معارضة حكومات الأردن والمملكة العربية السعودية، والعراق، ولبنان له، حافظ ناصر على مكانته بين المصريين ومواطني البلدان العربية الأخرى.
بحلول نهاية سنة 1957، أمم ناصر كل ما تبقى من الشركات البريطانية والفرنسية في مصر، بما في ذلك مصانع التبغ والإسمنت والأدوية، والفوسفات، بينما لم تسفر جهود ناصر كتقديم حوافز ضريبية وجذب الاستثمارات الخارجية عن نتائج ملموسة، أمم ناصر المزيد من الشركات وجعلها جزءًا من منظمة التنمية الاقتصادية. كان ثلثا الاقتصاد لا يزال في أيدي القطاع الخاص حينها. حقق هذا المجهود قدرا من النجاح، مع زيادة الإنتاج الزراعي والاستثمار في التصنيع. بدأ ناصر إنشاء مصانع الصلب بحلوان، والتي أصبحت فيما بعد أكبر المشاريع في مصر، ووفرت عشرات الآلاف من فرص العمل. قرر ناصر أيضا التعاون مع الاتحاد السوفيتي في بناء سد أسوان كبديل للولايات المتحدة التي سحبت تمويلها للمشروع.

### الجمهورية العربية المتحدة
على الرغم من شعبيته الكبيرة لدى الشعب العربي، بحلول منتصف 1957 كانت حليفة عبد الناصر الإقليمية الوحيدة هي سورية. وفي سبتمبر من نفس العام، احتشدت القوات البرية التركية على طول الحدود السورية، معطية بذلك مصداقية للشائعات التي ادعت أن دول حلف بغداد كانت تحاول إسقاط الحكومة اليسارية في سوريا. أرسل ناصر بعض الوحدات إلى سوريا كعرض رمزي للتضامن، مما رفع مكانته في الوطن العربي، وخاصة بين السوريين.
مع تنامي عدم الاستقرار السياسي في سوريا، أرسل وفد من سوريا لناصر للمطالبة بوحدة فورية مع مصر. رفض ناصر الطلب في البداية، معللا ذلك بعدم توافق النظم السياسية والاقتصادية بين البلدين، وعدم التواصل، وكثرة تدخلات الجيش السوري في السياسة، والطائفية العميقة بين القوى السياسية في سوريا. ومع ذلك، في يناير عام 1958، تمكن الوفد السوري الثاني من إقناع ناصر بقرب استيلاء الشيوعيين على سوريا، وما يترتب عليه من انزلاقها في حرب أهلية. اختار ناصر الوحدة في وقت لاحق، وإن كان قد اشترط توليه رئاسة الوحدة التي ستقوم بين الدولتين وحل حزب البعث، وقد وافق المندوبون والرئيس السوري شكري القوتلي على ذلك. في 1 فبراير، أعلنت الجمهورية العربية المتحدة، وكانت ردة الفعل الأولية في الوطن العربي هي الذهول وفقا للكثير من المؤرخين، ولكن سرعان ما تحول الذهول إلى نشوة كبيرة. أمر ناصر بشن حملة ضد الشيوعيين السوريين، نافيا العديد منهم من وظائفهم الحكومية.

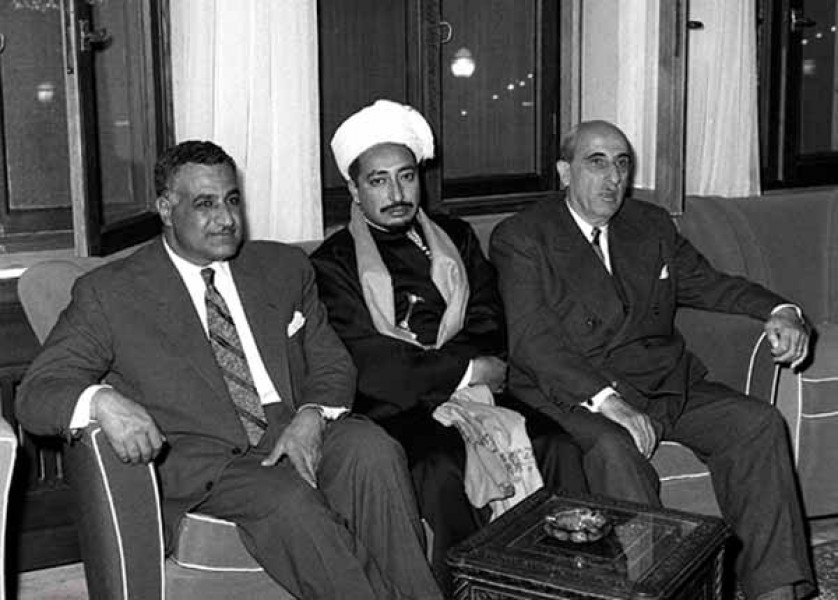
ناصر يجلس جنبا إلى جنب مع ولي عهد شمال اليمن محمد البدر حميد الدين (في الوسط) وشكري القوتلي (على اليمين)، فبراير 1958

يوم 24 فبراير، سافر ناصر إلى دمشق في زيارة مفاجئة للاحتفال بالوحدة. وكان في استقباله مئات الآلاف من الأشخاص. أُرسل ولي عهد الإمام بدر في شمال اليمن إلى دمشق ليعرض عليه ضم بلاده إلى الجمهورية الجديدة. وافق ناصر على إنشاء اتحاد فدرالي مع اليمن ليسمى «الدول العربية المتحدة».
أعلن عبد الناصر صدور الدستور المؤقت الجديد الذي أعدته الجمعية الوطنية المكونة من 600 عضو (400 من مصر و200 من سورية)، وحل جميع الأحزاب السياسية. أعطى ناصر كلا من جانبي الوحدة نائبين للرئيس: البغدادي وعامر في مصر، وصبري العسلي وأكرم الحوراني في سوريا. ثم غادر إلى موسكو للاجتماع مع نيكيتا خروتشوف. في الاجتماع، ضغط خروتشوف على ناصر لرفع الحظر المفروض على الحزب الشيوعي، ولكن ناصر رفض، مشيرًا إلى أنه شأن داخلي وليس موضوعا للمناقشة مع القوى الخارجية. وبحسب ما ورد فقد فوجئ خروتشوف ونفى التدخل في شؤون الجمهورية العربية المتحدة. وحسمت المسألة، حيث سعى كلا الزعيمين لمنع الخلاف بين البلدين.

### التأثير على الوطن العربي
| إن المسيرة المقدسة التي تصر عليها الأمة العربية، سوف تنقلنا من فوز لآخر ... وعلم الحرية الذي يرفرف فوق بغداد اليوم سوف يحلق فوق عَمّان والرياض. نعم، إن علم الحرية الذي يرفرف فوق القاهرة ودمشق، وبغداد اليوم، سوف يحلق فوق بقية الشرق الأوسط ... |
| —جمال عبد الناصر، 19 يوليو في دمشق |

في لبنان، حدثت اشتباكات بين الفصائل المؤيدة لعبد الناصر والمعارضة له، ومنهم الرئيس كميل شمعون. بلغت الاشتباكات ذروتها خلال أزمة سنة 1958 في مايو. طالبت الفصائل اليسارية المؤيدة لعبد الناصر بالانضمام إلى الجمهورية العربية المتحدة، بينما أرادت الفصائل اليمينية المعارضة له استمرار استقلال لبنان. فوض ناصر عبد الحميد السراج الإشراف على هذه القضية، فقدم السراج مساعدات محدودة لأنصار ناصر اللبنانيين تتمثل في المال، والأسلحة الخفيفة، وتدريب الضباط، وكان ذلك أقل من «الدعم واسع النطاق» الذي زعمه شمعون. لم يطمع عبد الناصر في لبنان، حيث رأى أنها «حالة خاصة»، لكنه سعى لمنع حصول شمعون على فترة رئاسية ثانية.

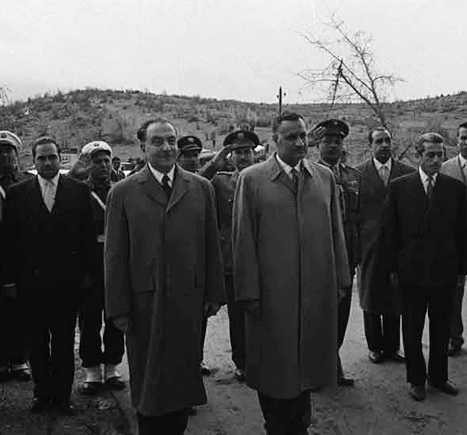
جمال عبد الناصر (في الوسط)، وعلى يمينه الرئيس اللبناني فؤاد شهاب يقفان عند الحدود السورية اللبنانية خلال محادثات لإنهاء الأزمة في لبنان. ويظهر في الصورة أكرم الحوراني نائب رئيس الجمهورية المتحدة (الأول من اليمين)، وعبد الحميد السراج وزير الداخلية في الإقليم الشمالي (الأول من اليسار) في مارس 1959.

يوم 14 يوليو، أطاح ضابطا الجيش العراقي عبد الكريم قاسم وعبد السلام عارف بالنظام الملكي العراقي، وفي اليوم التالي، قتل رئيس الوزراء العراقي المعارض لناصر، نوري السعيد. اعترف ناصر بالحكومة الجديدة وقال إن «أي هجوم على العراق بمثابة هجوم على الجمهورية العربية المتحدة». وفي 15 يوليو، هبطت قوات مشاة البحرية الأميركية في لبنان، والقوات الخاصة البريطانية في الأردن، بناء على طلب حكومتي البلدين لمنعهما من السقوط بيد القوات الموالية لعبد الناصر. رأى ناصر أن الثورة في العراق فتحت الطريق أمام الوحدة العربية. وفي 19 يوليو، للمرة الأولى، أعلن أنه اختار «اتحادا عربيا كاملا»، على الرغم من أنه لم يكن لديه خطة لدمج العراق مع الجمهورية العربية المتحدة، في حين فضل معظم أعضاء مجلس قيادة الثورة العراقي وحدة وطنية عراقية. سعى قاسم للحفاظ على استقلال العراق، حيث كان مستاءً من القاعدة الشعبية الكبيرة لعبد الناصر في البلاد، وهذا ما دعى أن تكون القاهرة مقرا للاجئين السياسيين العرب في تلك الفترة، وكان له لقاء بصدام حسين كمعارض لنظام الحكم القاسمي، حيث قدم له بعض النصائح في العمل السياسي القومي.
في خريف سنة 1958، شكل ناصر لجنة ثلاثية تتكون من زكريا محي الدين، الحوراني، وصلاح البيطار للإشراف على التطورات في سوريا. بنقله الأخيرين (الذين كانا بعثيين) إلى القاهرة، حيد ناصر أهم الشخصيات السياسية التي تمتلك أفكارا مستقلة حول الطريقة التي يجب أن تدار بها سوريا. حول السراج سوريا لدولة بوليسية من خلال سجن ونفي ملاك الأراضي الذين اعترضوا على إدخال الإصلاح الزراعي المصري إلى سوريا، وكذلك فعل مع الشيوعيين. في أعقاب الانتخابات اللبنانية التي فاز بها فؤاد شهاب في سبتمبر عام 1958، تحسنت العلاقات بين لبنان والجمهورية العربية المتحدة إلى حد كبير. وفي 25 مارس 1959، التقى شهاب وناصر على الحدود اللبنانية السورية، مما وضع حدا للأزمة اللبنانية.

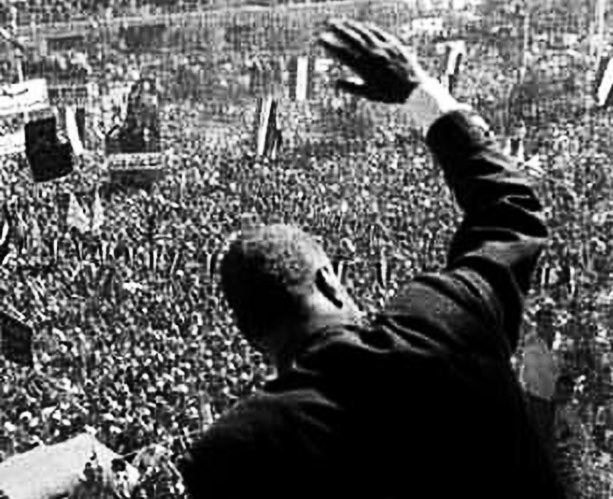
ناصر يلوح لحشود في دمشق، سوريا، أكتوبر 1960.

بحلول ديسمبر، أصبح الوضع السياسي في سوريا أكثر تعثرا، واستجاب ناصر لذلك بتعيين عامر كحاكم عام لسوريا جنبا إلى جنب مع السراج. عارض زعماء سورية هذا القرار واستقال العديد منهم من وظائفهم الحكومية. التقى ناصر في وقت لاحق مع زعماء المعارضة، وفي لحظة ساخنة، هتف بأنه الرئيس «المنتخب» للجمهورية العربية المتحدة، وأولئك الذين لم يقبلوا سلطته يمكنهم أن «يذهبوا بعيدا».

### انهيار الوحدة مع سوريا
مارس عبد الناصر سياسة ارتجالية ومتفردة في إدارة شؤون سورية. كانت العناصر المصرية تسير شؤون سورية، وبالذات من خلال مكتب المشير عامر. نقلت كميات من السلاح السوفيتي الحديث من سورية إلى مصر بحجة وحدة الجبهة والحاجة إليها في مصر، وكانت هناك خطط لنقل احتياطي الذهب من مصرف سورية المركزي إلى القاهرة. ازدادت المعارضة للوحدة بين بعض العناصر السورية الرئيسية، مثل النخب الاجتماعية والاقتصادية والسياسية والعسكرية. يذكر حسن التهامي في مذكراته أنه قبل الوحدة كانت الزراعة في سورية مربحة وكان فائض القمح السوري يصدر إلى الخارج، وكذلك كانت الصناعة مزدهرة، ولكن عبد الناصر أصدر مرسوما في يوليو 1961 يتضمن تدابير اشتراكية تقضي بتأميم قطاعات واسعة من الاقتصاد السوري، وهو ما تسبب في أزمة اقتصادية. أرجع ناصر تدهور الاقتصاد السوري لسيطرة البرجوازية الكاملة عليه. رفض عبد الناصر نصائح مقربيه حول ضرورة القيام بإصلاحات في سورية تأخذ بعين الاعتبار رأي ومخاوف السوريين وتجاهل تحذيرات حول مخاطر انهيار الوحدة، كان بعضها من صلاح الدين البيطار الذي قال لدى زيارته القاهرة:

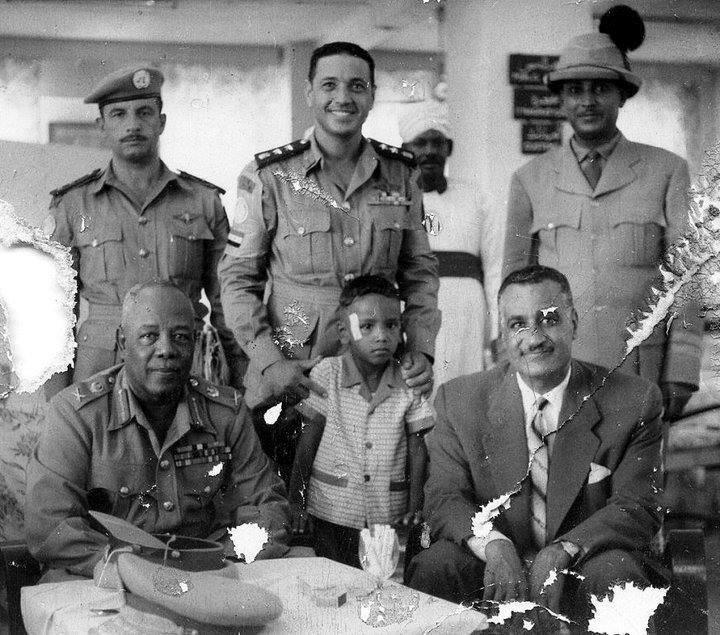
الرئيس جمال عبد الناصر مع الرئيس السوداني إبراهيم عبود خلال زيارته للسودان في 23 نوفمبر 1960 وفي الصورة العقيد سعد الدين الشاذلي قائد الكتيبة العربية في الكونغو والمكونة من المصريين والسوريين أبان الوحدة

نفى عبد الناصر وزير داخلية الإقليم الشمالي (سوريا) عبد الحميد السراج في سبتمبر للحد من الأزمة السياسية المتنامية. يذكر أبو الريش أن ناصر لم يكن قادرا تماما على معالجة المشاكل السورية لأنها كانت «أجنبية عليه». حيث كان الوضع الاقتصادي في مصر أكثر إيجابية، مع نمو الناتج المحلي الإجمالي إلى 4.5 في المئة والتقدم السريع للصناعة. وفي سنة 1960، أمم ناصر الصحافة المصرية، من أجل توجيه التغطية نحو القضايا الاجتماعية والاقتصادية في البلاد وحشد التأييد الشعبي للتدابير الاشتراكية التي أصدرها. إضافة إلى ذلك، كانت السيطرة المطلقة للعناصر المصرية والتعامل القاسي لعبد الناصر مع معارضيه من الشيوعيين والبعثيين وسياسة التعذيب أسبابا أخرى لتذمر الناس وتنامي المعارضة للوحدة.
يوم 28 سبتمبر 1961، شنت وحدات انفصالية من الجيش بقيادة مدير مكتب المشير عامر عبد الكريم النحلاوي انقلابا في دمشق، معلنة انفصال سوريا عن الجمهورية العربية المتحدة، وردا على ذلك اشتبكت معهم وحدات الجيش الموالية للاتحاد في شمال سوريا، وحدثت مظاهرات مؤيدة لناصر في المدن السورية الكبرى. أرسل ناصر القوات الخاصة المصرية إلى اللاذقية لدعم حلفائه، لكنه انسحب منها بعد يومين، معللا ذلك برغبته عدم حدوث قتال بين الدول العربية. وقبل ناصر انفصال سوريا عن الجمهورية العربية المتحدة يوم 5 أكتوبر، وأعلن أن مصر سوف تعترف بالحكومة السورية المنتخبة، وألقى باللوم في تفكك الوحدة على التدخل من قبل الحكومات العربية المعادية له. وفقا لهيكل، عانى ناصر ما يشبه الانهيار العصبي وبدأت صحته في التدهور بعد حل الاتحاد، كما بدأ في التدخين بشكل أكبر.

### النهضة على المستوى الإقليمي

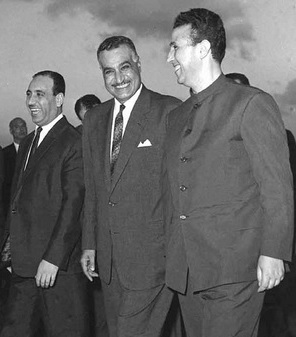
ناصر (في الوسط) أثناء لقائه بالرئيس الجزائري أحمد بن بلة (على اليمين) والرئيس العراقي عبد السلام عارف (على اليسار) في قمة جامعة الدول العربية في الإسكندرية، سبتمبر 1964.

تغير الموقف الإقليمي لناصر بشكل غير متوقع عندما أطاح الضباط اليمنيون بقيادة عبد الله السلال -المؤيد لناصر- بالإمام بدر في شمال اليمن في 27 أيلول 1962. بدأ البدر وأنصاره من القبائل يتلقون المزيد من الدعم من المملكة العربية السعودية لمساعدتهم في إعادة المملكة، بينما قبل ناصر في وقت لاحق -بناء على طلب من السلال- مساعدة الحكومة الجديدة عسكريا يوم 30 سبتمبر. ونتيجة لذلك، أصبحت مصر متورطة على نحو متزايد في الحرب الأهلية المطولة في اليمن حتى سحبت قواتها في سنة 1967. معظم زملاء ناصر القدماء تساءلوا عن الحكمة من استمرار الحرب، ولكن عامر طمأن ناصر بقرب انتصارهم. قال ناصر في وقت لاحق -في سنة 1968- أن التدخل في اليمن كان «سوء تقدير».
في تموز سنة 1962، استقلت الجزائر عن فرنسا. وكمؤيد سياسي ومالي قوي لحركة الاستقلال الجزائرية، اعتبر ناصر استقلال البلاد نصرا شخصيا له. ووسط هذه التطورات، لجأت العصبة المؤيدة لناصر في العائلة المالكة السعودية بقيادة الأمير طلال إلى مصر، جنبا إلى جنب مع كبير الموظفين الأردنيين، في أوائل سنة 1963.

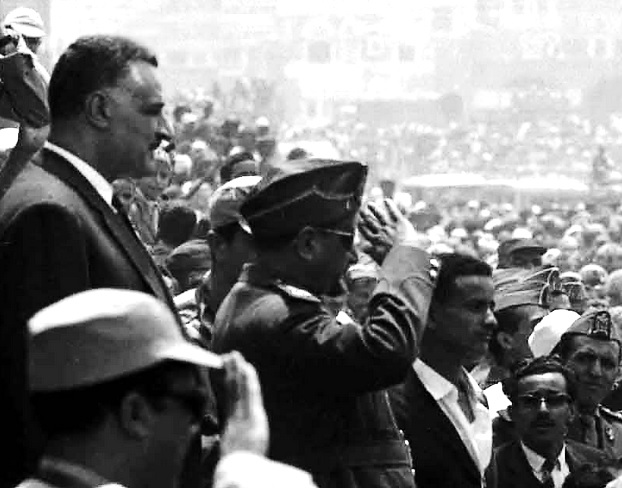
ناصر أمام الحشود اليمنية عند وصوله إلى صنعاء، أبريل 1964. أمام ناصر الرئيس اليمني عبد الله السلال.

في 8 شباط 1963، أطاح انقلاب عسكري في العراق بقيادة تحالف بعثي-ناصري بقاسم (الذي قتل في وقت لاحق). اختير عبد السلام عارف -الناصري- ليكون الرئيس الجديد. أطاح تحالف مماثل بالحكومة السورية يوم 8 مارس. وفي 14 مارس أرسلت الحكومتان الجديدتان العراقية والسورية الوفود لناصر للضغط عليه من أجل عمل اتحاد عربي جديد. وخلال الاجتماع، انتقد ناصر البعثيين «لتسهيلهم» خروج سوريا من الجمهورية العربية المتحدة، وأكد أنه كان «زعيم العرب». تم الاتفاق على عمل وحدة انتقالية تنص على نظام فيدرالي، ووقع الطرفان على الاتفاق في 17 أبريل، وكان من المقرر إنشاء الاتحاد الجديد في مايو 1965. ولكن تم صرف النظر عن الاتفاق في وقت لاحق عندما تخلى البعثيون في سوريا عن أنصار عبد الناصر من الضباط. وفشل بعد ذلك انقلاب مضاد قام به عقيد ناصري، وصف ناصر البعثيين بـ«الفاشيين».
في يناير 1964، دعا ناصر لعقد قمة الجامعة العربية في القاهرة، لعمل استجابة عربية موحدة ضد خطط إسرائيل لاستخدام مياه نهر الأردن لأغراض اقتصادية، والتي اعتبرتها سوريا والأردن عملا من أعمال الحرب. ألقى ناصر باللوم على الانقسامات العربية، ووصف الوضع بأنه «كارثي». شجع ناصر سوريا والفدائيين الفلسطينيين ضد استفزازات الإسرائيليين، وأعلن أنه لا يخطط لحرب مع إسرائيل. وخلال القمة، بدأ ناصر علاقات ودية مع الملك حسين، وأصلح العلاقات مع حكام المملكة العربية السعودية وسوريا والمغرب. وفي مايو، بدأ ناصر يشارك رسميا بدوره القيادي في قضية فلسطين، قبل الشروع في إنشاء منظمة التحرير الفلسطينية. وقد استخدمها ناصر ليسيطر على الفدائيين الفلسطينيين. وكان رئيسها (ومرشح عبد الناصر الشخصي) هو أحمد الشقيري.
بعد سنوات من التنسيق في السياسة الخارجية وتطوير العلاقات، قام ناصر، الرئيس الإندونيسي سوكارنو، الرئيس اليوغسلافي تيتو، والرئيس الهندي نهرو بتأسيس حركة عدم الانحياز (NAM) في سنة 1961. وكان هدفها المعلن هو ترسيخ عدم الانحياز وتعزيز السلام العالمي في ظل الحرب الباردة، القضاء على الاستعمار، وزيادة التعاون الاقتصادي فيما بين البلدان النامية. وفي سنة 1964، أصبح ناصر رئيسا لحركة عدم الانحياز وعقد المؤتمر الثاني للمنظمة في القاهرة.
لعب ناصر دورا هاما في تعزيز التضامن الأفريقي في أواخر الخمسينيات وأوائل الستينيات، وخلال هذه الفترة، جعل ناصر مصر ملجأ للقادة المناهضين للاستعمار، وسمح للعديد من البلدان الأفريقية ببث الدعاية المناهضة للاستعمار من القاهرة. ابتداءً من سنة 1958، لعب ناصر دورا رئيسيا في المناقشات بين القادة الأفارقة التي أدت إلى إنشاء منظمة الوحدة الأفريقية في سنة 1963.

## جهود التحديث والمعارضة الداخلية

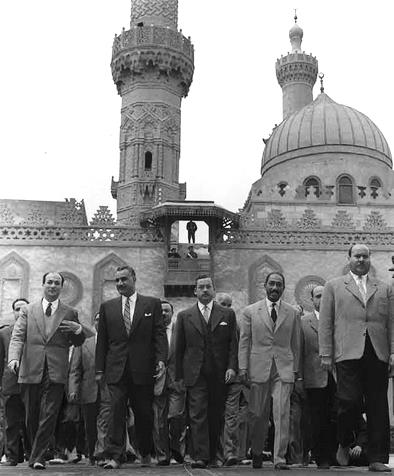
المسؤولون الحكوميون الذين حضروا صلاة الجمعة في مسجد الأزهر، 1959. من اليسار إلى اليمين؛ زكريا محيي الدين وزير الداخلية، ناصر، وزير الشؤون الاجتماعية حسين الشافعي وأمين الاتحاد القومي أنور السادات.

### الأزهر
في سنة 1961، سعى عبد الناصر إلى ترسيخ مكانة مصر كقائدة للعالم العربي، وسعى للترويج لثورة ثانية في مصر بهدف دمج الفكر الإسلامي والاشتراكي. ولتحقيق ذلك، بادر بالعديد من الإصلاحات لتحديث الأزهر، والذي هو بمثابة السلطة الرائدة في الإسلام السني. استخدم ناصر علماء الأزهر الأكثر استعدادا كثقل موازن لنفوذ الإخوان المسلمين، ابتداءً من سنة 1953.
أعطى ناصر التعليمات للأزهر لإحداث تغييرات في مناهجه التي كانت قد تدنت كثيرا. تضمنت التعليمات إنشاء مدارس مختلطة وإدخال التطور في المناهج المدرسية. وشملت الإصلاحات أيضا اندماج المحاكم الدينية والمدنية. وعلاوة على ذلك، أجبر ناصر الأزهر على إصدار فتوى بقبول المسلمين الشيعة والعلويين والدروز في صلب الإسلام، وهم الذين اعتبرهم الأزهر «زنادقة» لعدة قرون سابقة.

### التنافس مع عامر
بعد انفصال سوريا، تنامت مخاوف ناصر من عدم اهتمام عامر بتدريب وتحديث الجيش، ومن الدولة داخل الدولة التي خلقها عامر بإنشاء جهاز القيادة والاستخبارات العسكرية. وفي أواخر سنة 1961، أصدر ناصر مرسوما يقضي بإعطاء الرئيس سلطة الموافقة على جميع التعيينات العسكرية العليا، بدلًا من ترك هذه المسؤولية فقط لعامر. وعلاوة على ذلك، أعطى ناصر التعليمات بأن يكون المعيار الأساسي للترقية هو الجدارة وليس الولاء الشخصي. تراجع ناصر عن مبادرته تلك بعد تهديد حلفاء عامر من الضباط له بالحشد ضده.
في أوائل 1962 حاول ناصر مرة أخرى انتزاع السيطرة على القيادة العسكرية من عامر. رد عامر من خلال مواجهة مباشرة مع ناصر لأول مرة، وحشد الضباط الموالين له سرًا. تراجع ناصر في نهاية المطاف، حيث كان قلقا من مواجهة عنيفة محتملة بين الجيش والحكومة المدنية. وفقا للبغدادي، بسبب التوتر الناجم عن انهيار الجمهورية العربية المتحدة والحكم الذاتي المتزايد لعامر، أصبح ناصر (الذي كان بالفعل مريضا بالسكري)، يعيش عمليا على المسكنات منذ ذلك الحين.

### الميثاق الوطني وفترة الولاية الثانية

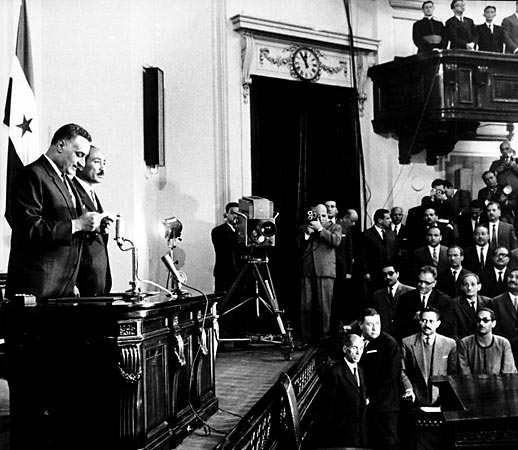
ناصر يؤدي اليمين الدستورية لولاية ثانية كرئيس لمصر، 25 مارس 1965.

في أكتوبر/تشرين الأول سنة 1961، بدأ ناصر برنامجًا كبيرًا للتأميم في مصر، معتبرًا أن اعتماد قراراته الاشتراكية سيكون الحل لمشاكل بلاده. من أجل تنظيم وترسيخ قاعدته الشعبية مع المواطنين في مصر ومواجهة نفوذ الجيش، قدم ناصر الميثاق الوطني في سنة 1962 ووضع دستورًا جديدًا. دعا الميثاق للرعاية الشاملة والصحة، والإسكان بأسعار معقولة، والمدارس المهنية، بمزيد من الحقوق للمرأة وبرنامج تنظيم الأسرة، فضلا عن توسيع قناة السويس.
حاول ناصر أيضا الحفاظ على مراقبة الخدمة المدنية في البلاد لمنعها من التضخم، مما جعلها تصبح عبئا على الدولة. أصدر ناصر قوانين جديدة تحدد الحد الأدنى لأجور العمال، وتحديد نسبة لهم من أسهم الأرباح، والتعليم المجاني والرعاية الصحية المجانية، وتخفيض عدد ساعات العمل، والتشجيع على المشاركة في الإدارة. كفل قانون الإصلاح الزراعي أمن المزارعين المستأجرين، تم الترويج للنمو الزراعي، والحد من الفقر في المناطق الريفية. ونتيجة لتدابير سنة 1962، وصلت ملكية الحكومة من الشركات المصرية إلى 51 في المئة، وأعيدت تسمية الاتحاد القومي إلى الاتحاد الاشتراكي العربي. مع هذه التدابير ازداد القمع المحلي، كما تم سجن الآلاف من الإسلاميين، بما في ذلك العشرات من ضباط الجيش. ميل ناصر لتحويل النظام إلى النمط السوفيتي دعى مساعديه البغدادي وحسين الشافعي إلى تقديم استقالاتهم احتجاجا على ذلك.
أعيد انتخاب ناصر لولاية ثانية كرئيس للجمهورية العربية المتحدة بعد استفتاء في البلاد، وحلف ناصر اليمين الدستورية يوم 25 مارس 1965. كان ناصر المرشح الوحيد لهذا المنصب، حيث حظر القانون ترشح جميع خصومه السياسيين تقريبا للرئاسة. في تلك السنة نفسها، حبس الزعيم الفكري لجماعة الإخوان المسلمين سيد قطب. اتهم قطب بالتخطيط لاغتيال ناصر، وأعدم في سنة 1966. ابتداءً من سنة 1966، مع تباطؤ نمو الاقتصاد المصري، وصيرورة الدين الحكومي مرهقا على نحو متزايد، بدأ ناصر في تخفيف سيطرة الدولة على القطاع الخاص، وتقديم الحوافز لزيادة الصادرات.

## حرب 1967

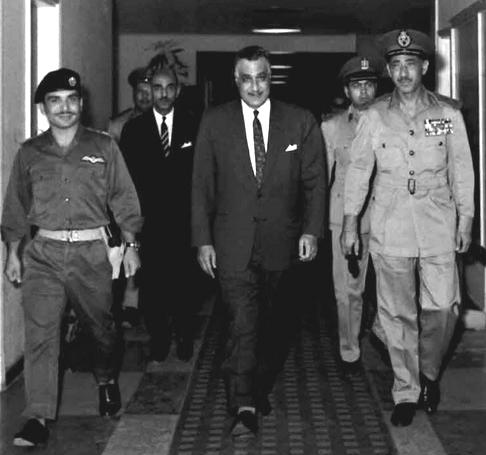
ناصر (وسط)، الملك حسين ملك الأردن (يسار) ورئيس أركان الجيش المصري عبد الحكيم عامر (يمين) في مقر القيادة العليا للقوات المسلحة في القاهرة قبل توقيع معاهدة دفاع مشترك، 30 مايو 1967.

في أوائل سنة 1967، حذر الاتحاد السوفيتي ناصر من هجوم إسرائيلي وشيك على سوريا، على الرغم من أن رئيس هيئة الأركان محمد فوزي وصف ذلك التحذير بأنه «لا أساس له من الصحة». دون إذن عبد الناصر، استخدم عامر التحذيرات كذريعة لإرسال قوات إلى سيناء يوم 14 مايو، وطالب ناصر في وقت لاحق بسحب قوات الطوارئ الدولية في شمال سيناء. وفي وقت سابق من ذلك اليوم، تلقى ناصر تحذيرا من الملك حسين من التواطؤ الإسرائيلي الأمريكي لجر مصر إلى الحرب. على الرغم من أنه في الأشهر السابقة، كان حسين وناصر قد اتهما بعضهما البعض بتجنب معركة مع إسرائيل، كان حسين مع ذلك خائفا من أن الحرب المصرية الإسرائيلية المحتملة ستتسبب في احتلال الضفة الغربية من قبل إسرائيل. كان ناصر لا يزال يرى أن الولايات المتحدة تستطيع كبح جماح إسرائيل من مهاجمة مصر بسبب التأكيدات التي تلقاها من الولايات المتحدة والاتحاد السوفيتي. وفي المقابل، طمأن ناصر أيضًا كلا القوتين أن مصر ستدافع عن نفسها فقط.
يوم 21 مايو، ودون الحصول على إذن عبد الناصر، أمر عامر بمحاصرة مضيق تيران، في خطوة اعتقد ناصر أن إسرائيل ستعتبرها سببا للحرب. طمأنه عامر أن الجيش كان مستعدا للمواجهة، ولكن ناصر كان يشك في ذلك. علاوة على ذلك، توقع عامر هجوما إسرائيليا وشيكا ودعا لضربة استباقية. رفض ناصر الدعوة، حيث قال أن سلاح الجو يفتقر للطيارين الأكفاء. ومع ذلك، قال ناصر أنه إذا هاجمت إسرائيل، ستكون لمصر ميزة كثرة القوى العاملة والأسلحة، مما يمكنها من درء القوات الإسرائيلية لمدة أسبوعين على الأقل، مما يسمح ببدء الجهود الدبلوماسية لوقف إطلاق النار. كانت هناك لضغوط متزايدة للتحرك العسكري من قبل كل الجماهير العربية والحكومات العربية المختلفة. وفي 26 مايو أعلن ناصر أنه «سوف يكون هدفنا الرئيسي تدمير إسرائيل»، وفي 30 مايو انضم الملك حسين بالأردن في تحالف مع مصر وسوريا.
في صباح يوم 5 يونيو، ضرب سلاح الجو الإسرائيلي القواعد الجوية المصرية، ودمر جزءا كبيرا من القوات الجوية المصرية. قبل انتهاء اليوم الأول من الحرب، كانت وحدات مدرعة إسرائيلية قد اخترقت خطوط الدفاع المصرية واستولت على مدينة العريش. وفي اليوم التالي، أمر عامر بانسحاب فوري للقوات المصرية من سيناء، مما تسبب في سقوط غالبية الضحايا المصريين خلال الحرب. وفقا للسادات، لم يعلم ناصر بخطورة الوضع الحالي إلا عندما استولى الإسرائيليون على شرم الشيخ. أسرع ناصر إلى مقر قيادة الجيش للاستفسار عن الوضع العسكري. ذكر الضباط الحاضرون أن ناصر وعامر قد انفجرا في «مباراة من الصراخ دون توقف». اللجنة التنفيذية العليا، التي شكلها ناصر للإشراف على أوضاع الحرب، أرجعت الهزائم المتكررة المصرية إلى التنافس بين ناصر وعامر والعجز الكلي لعامر.

### الاستقالة وأعقابها

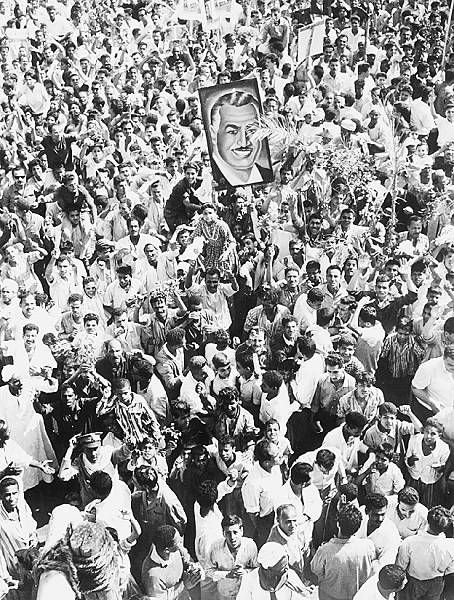
متظاهرون مصريون يحتجون على استقالة عبد الناصر، 1967

استولت إسرائيل بسهولة على سيناء وقطاع غزة من مصر والضفة الغربية من الأردن، وهضبة الجولان من سوريا، وبالرغم من ذلك كان العرب مصدقين لادعاءات محطة الإذاعة العربية بأن الانتصار العربي وشيك. يوم 9 يونيو، أعلن ناصر على شاشات التلفزيون للمواطنين في مصر هزيمة بلادهم. وأعلن استقالته على التلفزيون في وقت لاحق من ذلك اليوم، وتنازل عن السلطات الرئاسية إلى نائبه آنذاك زكريا محيي الدين، الذي لم تكن لديه معلومات مسبقة عن القرار، وقد رفض هذا المنصب. مئات الآلاف من المتعاطفين مع ناصر تدفقوا إلى الشوارع في مظاهرات حاشدة في جميع أنحاء مصر وجميع أنحاء الوطن العربي رفضا لاستقالته، وهتفوا: «نحن جنودك، يا جمال!». ناصر تراجع عن قراره في اليوم التالي.
يوم 11 يوليو، عين ناصر محمد فوزي كقائد عام للقوات المسلحة بديلًا عن عامر. حدثت احتجاجات من الموالين لعامر في الجيش، 600 منهم ساروا إلى مقر قيادة الجيش، وطالبوا بإعادة عامر. كان رد ناصر هو إقالة ثلاثين من الموالين لعامر في الجيش. وضع عامر وحلفاؤه خطة للإطاحة به في 27 أغسطس، ولكن عامر انتحر في 14 سبتمبر. وعلى الرغم من توتر علاقته مع عامر، تحدث ناصر عن فقدانه «الشخص الأقرب إليه». وبعد ذلك، بدأ ناصر عملية عدم تسييس القوات المسلحة، واعتقل عشرات من أبرز الشخصيات العسكرية والمخابرات الموالية لعامر.
في قمة جامعة الدول العربية في الخرطوم في 29 أغسطس من ذات العام، انحسر دور عبد الناصر القيادي المعتاد، حيث قاد العاهل السعودي الملك فيصل رؤساء الدول الحاضرين. أعلن وقف إطلاق النار في حرب اليمن واختتمت القمة بقرار الخرطوم. أمد الاتحاد السوفيتي مصر عسكريا وقطع العلاقات الدبلوماسية مع إسرائيل. قطع ناصر العلاقات مع الولايات المتحدة بعد الحرب، وفقا لأبو الريش، انتهت سياسة ناصر بـ «اللعب بالقوى العظمى ضد القوى العظمى». وفي نوفمبر، قبل ناصر قرار مجلس الأمن رقم 242، الذي دعا إلى انسحاب إسرائيل من الأراضي المكتسبة في الحرب. ادعى أنصار ناصر أن تحركه كان لكسب الوقت للاستعداد لمواجهة أخرى مع إسرائيل، في حين يعتقد منتقدوه أن قبوله القرار يشير إلى تراجع اهتمامه بالاستقلال الفلسطيني.

## السنوات الأخيرة له في الرئاسة

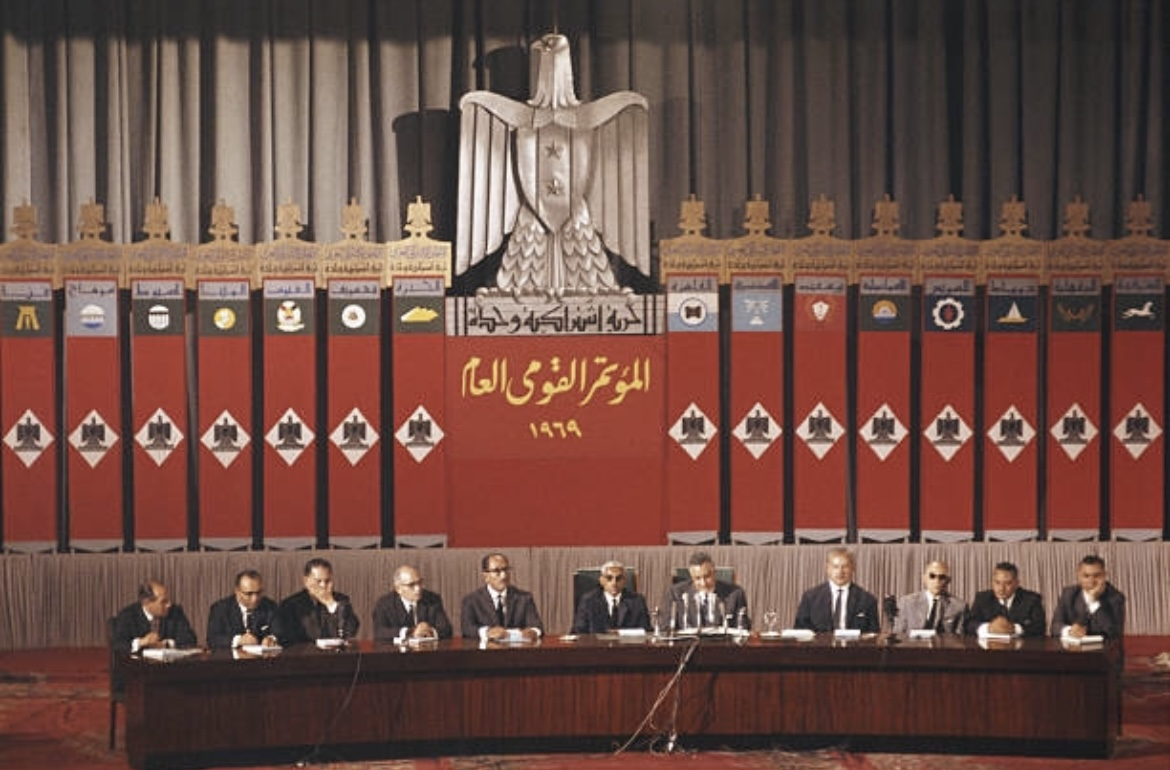
ناصر يلقي خطاباً أمام المؤتمر القومي العام للاتحاد الاشتراكي العربي عام 1969.

### الإصلاحات المحلية والتغييرات الحكومية
عين ناصر نفسه رئيسا للوزراء وقائدا أعلى للقوات المسلحة في 19 يونيو 1967 كمنصبين إضافيين. غضب ناصر من نظر المحكمة العسكرية التساهل مع ضباط القوات الجوية المتهمين بالتقصير خلال حرب 1967. أطلق العمال والطلاب احتجاجات تطالب بإصلاحات سياسية كبرى في أواخر فبراير، وكان ذلك هو التحدي الأكبر أمام ناصر منذ احتجاجات العمال في مارس 1954. رد ناصر على المظاهرات بتعيين ثمانية مدنيين بدلًا من العديد من أعضاء الاتحاد الاشتراكي العربي في الحكومة. في 3 مارس، وجه ناصر جهاز المخابرات المصري إلى التركيز على الشؤون الخارجية بدلًا من التجسس المحلي، وأعلن «سقوط دولة المخابرات».
يوم 30 مارس، أعلن ناصر بيانًا ينص على استعادة الحريات المدنية وزيادة استقلال البرلمان عن السلطة التنفيذية، وشمل البيان بعض التغييرات الهيكلية الرئيسية الأخرى، حيث شنت حملة لتخليص الحكومة من العناصر الفاسدة. وافق استفتاء شعبي على التدابير المقترحة لاحقًا في شهر مايو. أشار بعض المراقبين إلى أن الإعلان يدل على تحول هام من القمع السياسي لتحرير التجارة، على الرغم من رؤيتهم أن أغلب الوعود ستظل حبرًا على ورق.
عين ناصر السادات وحسين الشافعي في منصب نائب الرئيس في ديسمبر 1969. بحلول ذلك الوقت، توترت علاقات ناصر مع رفاقه العسكريين الآخرين، خالد وزكريا محيي الدين ونائب الرئيس السابق صبري. وبحلول منتصف سنة 1970، فكر ناصر باستبدال السادات بالبغدادي بعد التصالح مع الأخير.

## حرب الاستنزاف والمبادرات الدبلوماسية الإقليمية

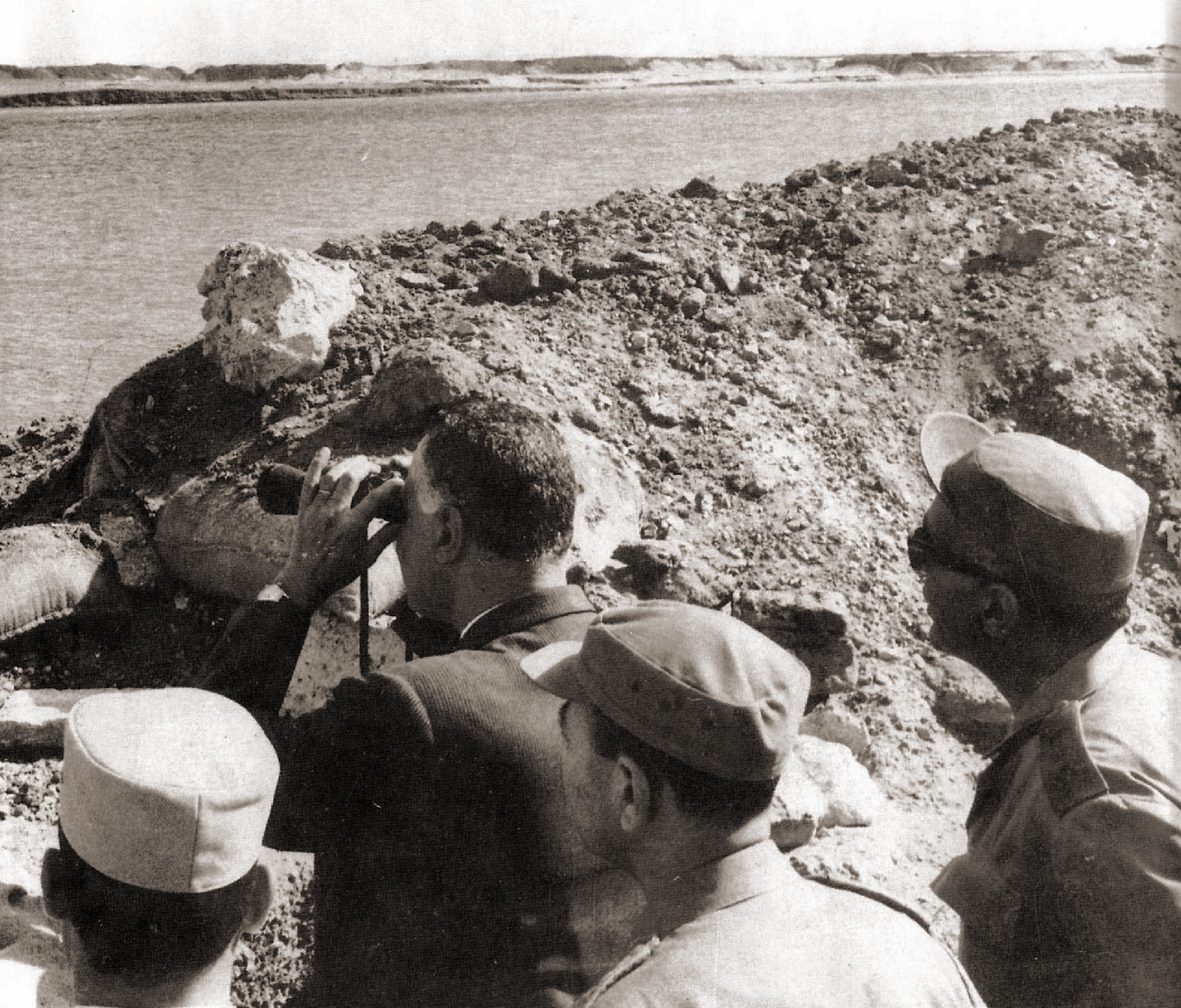
ناصر يراقب الجبهة مع ضباط السويس خلال حرب الاستنزاف عام 1968. القائد العام محمد فوزي خلف ناصر مباشرة، وإلى اليسار منه رئيس الأركان عبد المنعم رياض.

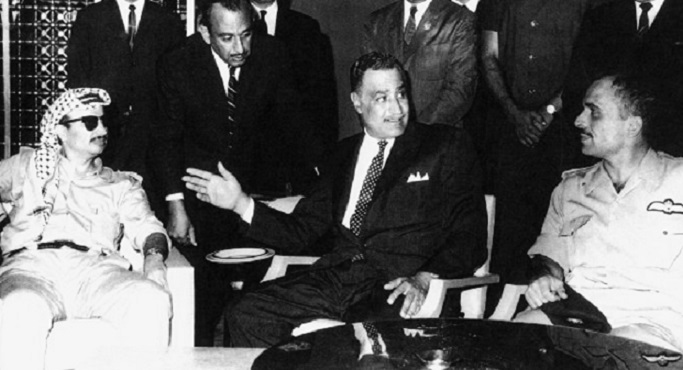
ناصر يتوسط لوقف إطلاق النار بين ياسر عرفات رئيس منظمة التحرير الفلسطينية (يسار) والملك حسين عاهل الأردن (يمين) في القمة العربية الطارئة في القاهرة يوم 27 سبتمبر 1970، قبل وفاة عبد الناصر بيوم واحد.

في يناير 1968، بدأ عبد الناصر حرب الاستنزاف لاستعادة الأراضي التي احتلتها إسرائيل، أمر بشن هجمات ضد مواقع إسرائيلية شرق قناة السويس ثم حاصر القناة. وفي مارس عرض ناصر مساعدة حركة فتح بالأسلحة والأموال بعد أدائهم ضد القوات الإسرائيلية في معركة الكرامة في ذلك الشهر. كما نصح عرفات بالتفكير في السلام مع إسرائيل وإقامة دولة فلسطينية تضم الضفة الغربية وقطاع غزة. بذلك يعتبر ناصر قد تنازل فعليا منذ ذلك الحين عن قيادته للقضية الفلسطينية لعرفات.
ردت إسرائيل على القصف المصري بغارات الكوماندوز، عن طريق القصف المدفعي والغارات الجوية. وأدى ذلك إلى نزوح المدنيين من المدن المصرية على طول الضفة الغربية لقناة السويس. أوقف ناصر جميع الأنشطة العسكرية وبدأ برنامجا لبناء شبكة من الدفاعات الداخلية، في حين تلقى الدعم المالي من مختلف الدول العربية. استأنفت الحرب في مارس 1969. وفي نوفمبر وبوساطة ناصر تم عقد اتفاق بين منظمة التحرير الفلسطينية والجيش اللبناني الذي منح المقاتلين الفلسطينيين الحق في استخدام الأراضي اللبنانية لمهاجمة إسرائيل.
في يونيو 1970، قبل ناصر مبادرة روجرز التي ترعاها الولايات المتحدة، والتي دعت إلى وضع حد للأعمال العسكرية والانسحاب الإسرائيلي من الأراضي المصرية، ولكن تم رفض ذلك من قبل إسرائيل ومنظمة التحرير الفلسطينية، ومعظم الدول العربية باستثناء الأردن. وكان ناصر في البداية رافضا الخطة، لكنه قبل تحت ضغط من الاتحاد السوفيتي، والذي كان يخشى من احتمال جره إلى حرب مع الولايات المتحدة نتيجة تصاعد الصراع الإقليمي. أحبط ناصر أي تحرك نحو المفاوضات المباشرة مع إسرائيل. في عشرات الخطب والبيانات، افترض ناصر أن أي محادثات سلام مباشرة مع إسرائيل هي بمثابة الاستسلام. وبعد قبول عبد الناصر مبادرة روجرز، وافقت إسرائيل على وقف إطلاق النار، وهدأ ناصر في القتال لنقل صواريخ أرض-جو نحو منطقة القناة.
وفي الوقت نفسه، بدأت التوترات بين منظمة التحرير الفلسطينية والحكومة في الأردن تتزايد، وأطلقت حملة عسكرية للقضاء على قوات منظمة التحرير الفلسطينية. دفعت المخاوف من حدوث حرب إقليمية ناصر لعقد القمة العربية الطارئة في 27 سبتمبر، للدعوة لوقف إطلاق النار.

## وفاته وجنازته

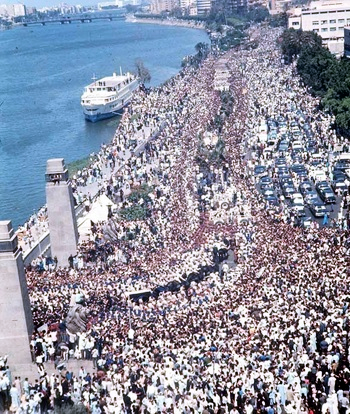
موكب جنازة عبد الناصر التي حضرها خمسة ملايين مشيع في القاهرة، 1 أكتوبر 1970.

بعد انتهاء القمة يوم 28 سبتمبر 1970، عانى ناصر من نوبة قلبية. ونقل على الفور إلى منزله، حيث فحصه الأطباء. توفي ناصر بعد عدة ساعات، حوالي الساعة السادسة مساءً. كان هيكل، السادات، وزوجة عبد الناصر تحية في فراش الموت. وفقا لطبيبه، الصاوي حبيبي، كان السبب المرجح لوفاة عبد الناصر هو تصلب الشرايين، والدوالي، والمضاعفات من مرض السكري منذ فترة طويلة. وكان ناصر يدخن بكثرة، هذا بالإضافة إلى تاريخ عائلته في أمراض القلب التي تسببت في وفاة اثنين من أشقائه في الخمسينات من نفس الحالة. بالرغم من كل ذلك فإن الحالة الصحية لناصر لم تكن معروفة للجمهور قبل وفاته.
بعد الإعلان عن وفاة عبد الناصر، عمت حالة من الصدمة في مصر والوطن العربي. حضر جنازة عبد الناصر في القاهرة في 1 تشرين الأول من خمسة إلى سبعة ملايين مشيع. حضر جميع رؤساء الدول العربية، باستثناء العاهل السعودي الملك فيصل. بكى الملك حسين ورئيس منظمة التحرير الفلسطينية ياسر عرفات علنا، وأغمي على معمر القذافي جراء الاضطراب العاطفي مرتين. وحضر عدد قليل من الشخصيات غير العربية الكبرى، منها رئيس الوزراء السوفيتي أليكسي كوسيغين ورئيس الوزراء الفرنسي جاك شابان دلماس.

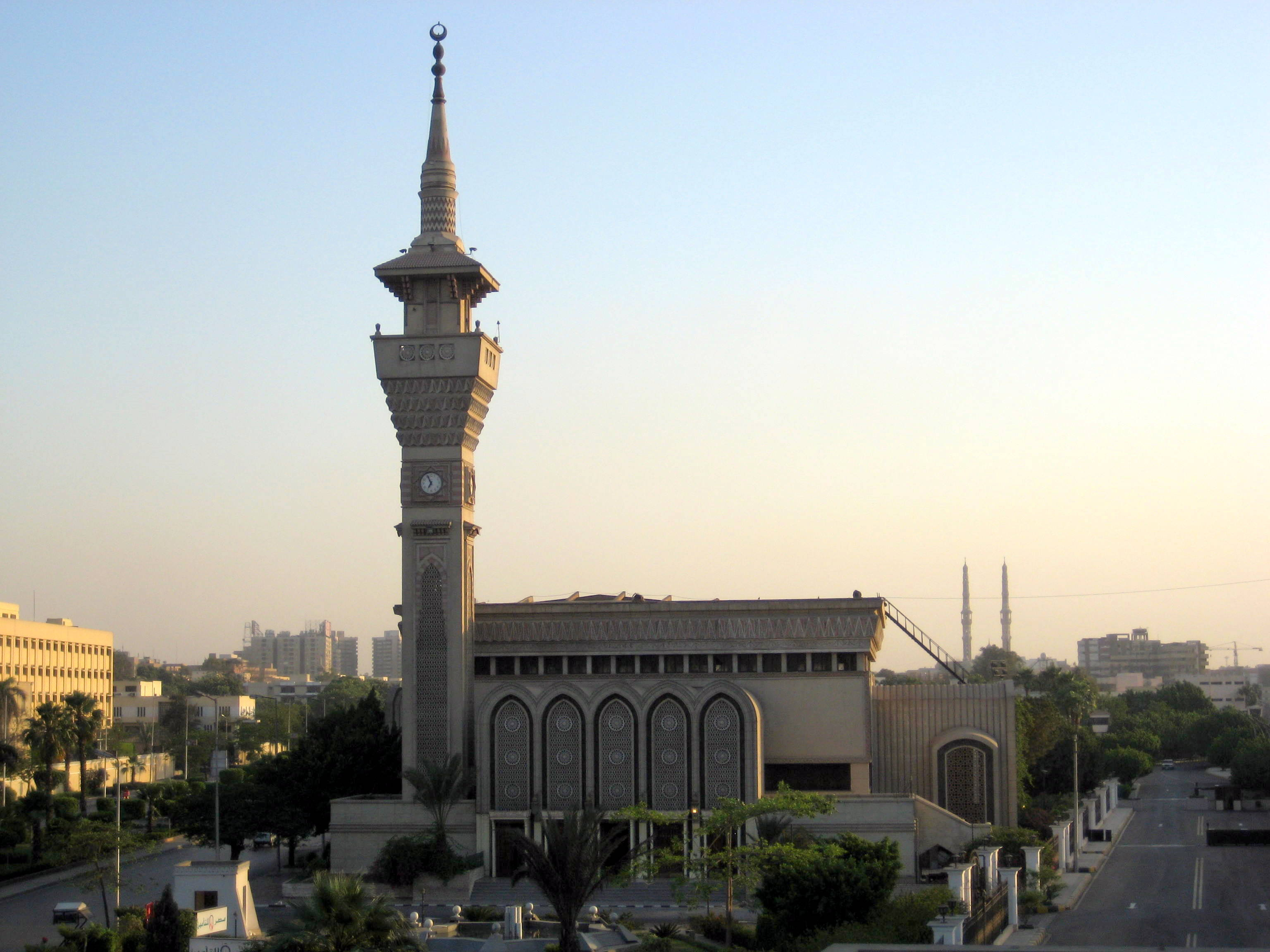
مسجد عبد الناصر في القاهرة، مكان دفنه.

بعد أن بدأ الموكب بالتحرك، أخذ المشيعون يهتفون: «لا إله إلا الله، ناصر هو حبيب الله ... كلنا ناصر». حاولت الشرطة دون جدوى تهدئة الحشود، ونتيجة لذلك، تم إجلاء معظم الشخصيات الأجنبية. وكان المقصد النهائي للموكب هو مسجد النصر، الذي تم تغيير اسمه فيما بعد ليصبح مسجد عبد الناصر، حيث دفن هذا الأخير.

بسبب قدرته على تحفيز المشاعر القومية، «بكى الرجال والنساء، والأطفال، وصرخوا في الشوارع» بعد سماع وفاته، وفقا لنوتنغ. كان رد الفعل العربي عامةً هو الحداد، وتدفق الآلاف من الناس في شوارع المدن الرئيسية في جميع أنحاء الوطن العربي. ونظم سعيد السبع مسوؤل التنظيم الشعبي الفلسطيني مسيرة مسلحة للفدائيين الفلسطينيين في طرابلس، لبنان، كما انطلقت مسيرة ضخمة في بيروت وقتل فيها أكثر من عشرة أشخاص في نتيجة للفوضى، وفي القدس سار ما يقرب من 75,000 عربي خلال البلدة القديمة وهم يهتفون «ناصر لن يموت أبدا». شريف حتاتة، السجين السياسي سابقا، والعضو في جامعة ولاية أريزونا في عهد جمال عبد الناصر، قال إن: 
| جمال عبد الناصر | أعظم إنجاز لعبد الناصر كان جنازته. إن العالم لن يرى مرة أخرى خمسة ملايين من الناس يبكون معا | جمال عبد الناصر |

### وفاة أم تسميم ؟
هناك الكثير من الروايات التي تحدثت عن تسميم الرئيس جمال عبد الناصر، إلا أن أكثر ما أثار الجدل هو تصريح القيادي الفلسطيني عاطف أبو بكر المنشق عن تنظيم فتح المجلس الثوري جماعة صبري البنا، عندما صرح لقناة العربية ببرنامج الذاكرة السياسية مع الصحفي طاهر بركة أن الرئيس عبد الناصر تعرض للتسميم خلال زيارته الخرطوم يوم 2 يناير 1970 لافتتاح معرض الثورة الفلسطينية وأن صبري البنا مع جعفر النميري كانا وراء تسميم الرئيس جمال عبد الناصر. وقد عُرض في البرنامج صورة لمجموعة من ضباط الموساد على رأسهم مايك هراري متنكرين بوصفهما صحافيين، في مؤتمر قمة اللاءات الثلاثة الذي عُقد في الخرطوم عام 1967.

### رثاؤه
رثا الكثير من الشعراء والمفكرين العرب جمال عبد الناصر بعد وفاته، ومن هؤلاء: نزار قباني الذي قال:

## إرثه

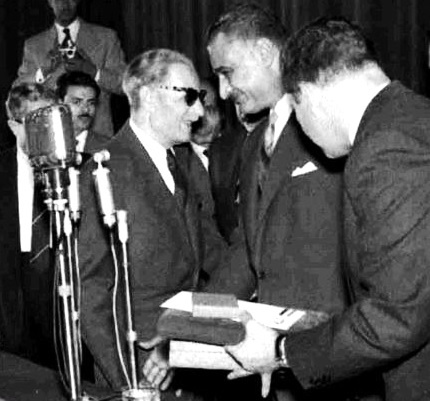
ناصر يقدم جائزة وطنية في الآداب إلى الكاتب البارز طه حسين (واقفا أمام ناصر مرتديا النظارات الشمسية)، 1959.

جعل ناصر مصر مستقلة تمامًا عن النفوذ البريطاني، وأصبحت البلاد قوة عظمى في العالم النامي تحت قيادته. واحدة من جهوده المحلية الرئيسية كانت إقامة العدالة الاجتماعية، والتي تعتبر شرطًا أساسيًا لتحقيق الديمقراطية الليبرالية. وخلال فترة رئاسته، تمتع المواطنون العاديون بمزايا غير مسبوقة في السكن والتعليم وفرص العمل والخدمات الصحية والتغذية، فضلا عن العديد من أشكال الرعاية الاجتماعية، في حين تراجع نفوذ الإقطاعية. وبحلول نهاية رئاسته تحسنت ظروف العمل والعمال تحسنًا كبيرًا. على الرغم من ذلك، ظل الفقر مرتفعا في البلاد وتم تحويل موارد كبيرة كانت مخصصة للرعاية الاجتماعية إلى العسكرية.
نما الاقتصاد الوطني نموًا كبيرًا من خلال الإصلاح الزراعي، ومشاريع التحديث الكبرى مثل صلب حلوان وسد أسوان، وتأميم قناة السويس. ومع ذلك، فإن النمو الاقتصادي الملحوظ في أوائل الستينات أخذ في الانكماش للفترة المتبقية من العقد، متعافيا فقط في سنة 1970. شهدت مصر «العصر الذهبي» للثقافة خلال رئاسة عبد الناصر، وفقا للمؤرخ جويل غوردون، خاصة في السينما والتلفزيون والمسرح والإذاعة، والأدب، والفنون الجميلة، والكوميديا، والشعر، والموسيقى. سادت مصر الوطن العربي في هذه المجالات في عهد ناصر، منتجة العديد من الرموز والشخصيات الثقافية.
خلال رئاسة مبارك، بدأت الأحزاب السياسية الناصرية في الظهور في مصر، كان أولها الحزب العربي الديمقراطي الناصري. وأدت انقسامات بين أعضائه ابتداءً من سنة 1995 إلى إنشاء تدريجي لأحزاب منشقة، بما في ذلك تأسيس حمدين صباحي لحزب الكرامة سنة 1997. جاء صباحي في المركز الثالث خلال الانتخابات الرئاسية لعام 2012. بالإضافة إلى ذلك، كان من بين مؤسسي حركة كفاية بعض الناشطين الناصريين.

### صورة عامة

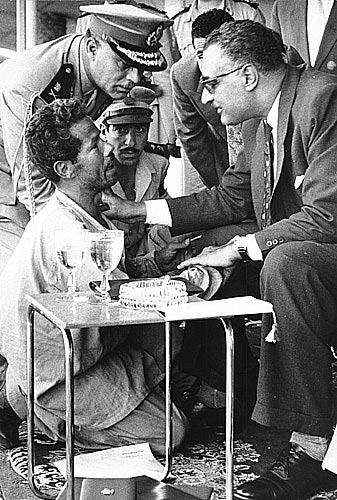
ناصر يتحدث إلى رجل مصري مشرد، ويقدم له وظيفة، بعد العثور عليه نائما تحت المنصة التي كان يجلس عليها ناصر، 1959.

عرف ناصر بعلاقته الحميمة مع المصريين العاديين، على الرغم من أن محاولات اغتياله كانت لا مثيل لها بين خلفائه. كان ناصر خطيبا ماهرا، حيث ألقى 1359 خطبة بين سنتي 1953 و1970، وهو رقم قياسي بالنسبة لأي رئيس مصري. كتب المؤرخ إيلي بوده أن من الثوابت في شخصية عبد الناصر «قدرته على تمثيل الأصالة المصرية، في الانتصار أو الهزيمة». ساهمت الصحافة الوطنية أيضا في تعزيز شعبيته، خاصة بعد تأميم وسائل الإعلام الرسمية.

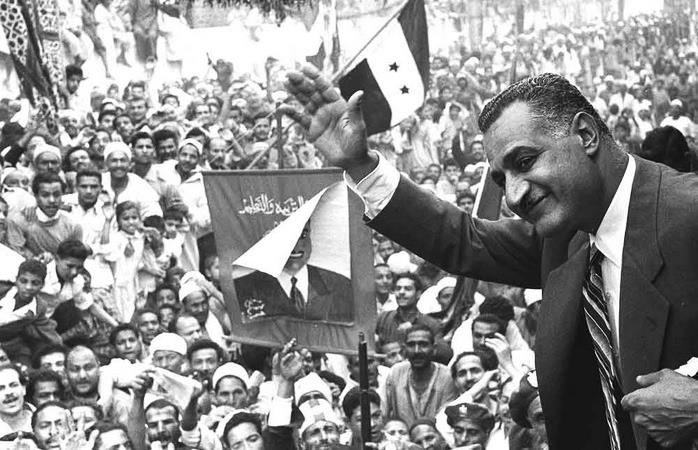
ناصر يلوح لحشود في المنصورة، 1960.

بالرغم من كثرة الانتقادات التي وجهت لناصر من قبل المثقفين المصريين في أعقاب حرب الأيام الستة وحتى وفاته في سنة 1970، كان عامة الناس يزدادون تعاطفا معه، أثناء حياته وبعد وفاته، وفقا لبوده.
حتى يومنا هذا، يعتبر ناصر شخصية بارزة في جميع أنحاء الوطن العربي، ورمزا للوحدة العربية والكرامة، وشخصية هامة في تاريخ الشرق الأوسط الحديث. ويعتبر أيضا بطل العدالة الاجتماعية في مصر. تقول مجلة التايم أنه على الرغم من أخطائه وأوجه القصور لديه، أضفى ناصر شعورًا بالقيمة الشخصية والكرامة الوطنية، التي كان المصريون والعرب لا يعرفونها منذ 400 سنة.
خلال الربيع العربي، ظهرت صور جمال عبد الناصر في القاهرة والعواصم العربية خلال المظاهرات المناهضة للحكومات. وفقا للميس أندوني، أصبح ناصر «رمزا للكرامة العربية» خلال المظاهرات الحاشدة.

### النقد

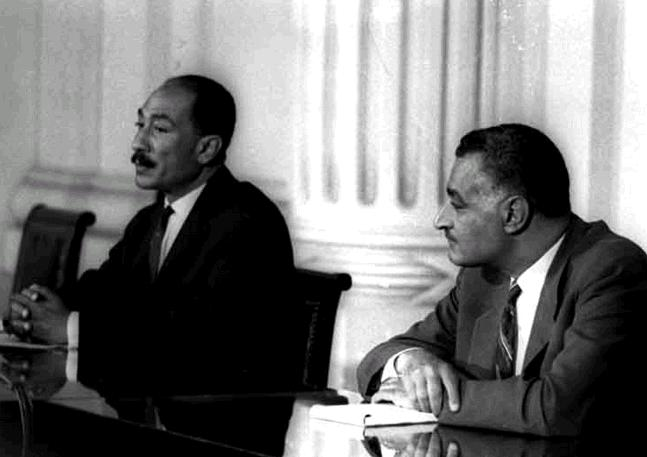
أنور السادات (يسار) وعبد الناصر في الجمعية الوطنية عام 1964. خلف السادات عبد الناصر في الحكم عام 1970 ولكنه ابتعد كثيرا عن سياساته خلال فترة حكمه.

كان عبد الناصر على خلاف مع جهات كثيرة، عربية وغربية. كان خلافه الأول مع جماعة الإخوان المسلمين ومع الرئيس محمد نجيب. يذكر الرئيس نجيب في مذكراته أن عبد الناصر تساهل في توقيع اتفاقية الجلاء مع الإنجليز وأعطاهم امتيازات عسكرية واقتصادية مقابل الحصول على دعم بريطاني وأمريكي في صراعه ضد نجيب. كرر حسن التهامي الاتهامات لعبد الناصر بالسماح للاستخبارات الأمريكية بالتدخل في شؤون مصر عن طريق مايلز كوبلاند الذي كان يحتفظ معه بعلاقات شخصية.
أعلن السادات عزمه «مواصلة طريق ناصر» في خطاب تنصيبه كرئيس للجمهورية في 7 أكتوبر 1970، ولكنه بالرغم من ذلك بدأ يحيد عن سياسات ناصر، خاصة بعد حرب أكتوبر 1973. فتح السادات الاقتصاد المصري أمام الاستثمار الخاص. وفقا لهيكل، أدى ذلك إلى جعل مصر «في نصف حرب مع ناصر، وفي نصف حرب مع السادات».

#### الفشل في إقامة الوحدة العربية
كرر سياسيون كثيرون الاتهامات لعبد الناصر بأنه تسبب في فشل مشاريع الوحدة العربية ولم يستغل الفرصة السانحة لإقامة الوحدة. وصل القوميون إلى الحكم في ستة أقطار عربية هي سورية والعراق والجزائر واليمن الشمالي وليبيا ومصر، إضافة إلى وجود حكومات أو أنظمة ذات ميول قومية عربية (مثل السودان والأردن ولبنان)، ومع ذلك فشلت كل محاولات الوحدة بين هذه الأقطار. يقول حسن التهامي في مذكراته أن عبد الناصر أفشل مشروع الوحدة الرباعية بين مصر وسورية والأردن والسعودية سنة 1954 بسبب تدخله في شؤون الأردن ومحاولة إملاء سياسته على حكومتها. كان لقراراته الارتجالية أثر كبير في توجه السوريين للانفصال عن الجمهورية العربية المتحدة.

#### حقوق الإنسان
يعتبر منتقدو ناصر من المصريين ديكتاتورا، أحبط التقدم الديمقراطي، وتسبب في سجن آلاف من المعارضين، وقاد الإدارة القمعية المسؤولة عن العديد من انتهاكات حقوق الإنسان. الإسلاميون في مصر، وخاصة من أعضاء جماعة الإخوان، يتهمون نظام ناصر السياسي بالقمعية، ويصفونه بـ«المستبد والشيطاني». وصف الكاتب الليبرالي توفيق الحكيم ناصر بأنه «سلطان الخلط» الذي يتقن فن الخطابة، ولكن ليس لديه خطة فعلية لتحقيق أهدافه المعلنة. كان التعذيب الذي أدخله عبد الناصر إلى سوريا (ومنه إذابة جثث المعارضين في الحمض -الأسيد- لإخفاء أثرها) أحد الأسباب الرئيسية التي دفعت إلى انفصال سوريا عن الجمهورية العربية المتحدة.
ينتقد بعض النقاد الليبراليين والإسلاميين في مصر عبد الناصر، ومنهم الأعضاء المؤسسون لحزب الوفد الجديد. يقول السياسي المصري علاء الدين الدسوقي أن أكبر أوجه القصور في ثورة 1952 هي تركيز عبد الناصر على السلطة، وعدم وجود الديمقراطية في مصر في عهده، وقيود حكومته على حرية التعبير والمشاركة السياسية.
يرى أستاذ العلوم السياسية الأمريكي مارك كوبر أن تركة عبد الناصر كانت «عدم الاستقرار»، نظرا لاعتماد عبد الناصر على السلطة الشخصية وعدم وجود مؤسسات سياسية قوية في ظل حكمه. كتب المؤرخ عبد العظيم رمضان أن ناصر كان زعيما غير عقلاني وغير مسؤول، محملا ميله إلى الانفرادية في القرار المسؤولية عن هزيمة مصر في حرب 1967.

#### قمع وتقييد الصحافة
قمع عبد الناصر الصحافة وجعلها بوقا لسياساته وأقال وحبس الصحفيين الذين انتقدوه أو خالفوا سياساته حتى المقربين منهم إلى عبد الناصر مثل مصطفى أمين (مؤسس صحيفة أخبار اليوم) وفكري أباظة (رئيس تحرير المصور ورئيس مجلس إدارة دار الهلال) وأحمد أبو الفتح (مؤسس جريدة المصري). وفي سنة 1954، أصدر وزير الإرشاد قرارا بإلغاء تراخيص 42 صحيفة ومجلة متنوعة.

#### مراكز القوى حول عبد الناصر
من جملة الانتقادات الداخلية التي وجهت لعبد الناصر كانت إطلاق يد المشير عبد الحكيم عامر، الذي يتهمه كثيرون بعدم المسؤولية والاستعلاء. في هذا السياق يتهم عامر بأنه كان مسؤولا عن هزيمة يونيو 1967 وعن فشل الوحدة مع سورية وعن فشل مشاريع الوحدة مع العراق واليمن جنبا إلى جنب مع أنور السادات بسبب تصرفات الجيش في سورية واليمن التي عدت كتصرفات قوات غازية ومحتلة ذات طبيعة عنجهية.

### العلاقة مع الأقباط
يرى المؤرخ مردوخاي نيسان أن الأقباط تأثروا بشدة بسياسات تأميم عبد الناصر، لأن العديد من الأقباط كانوا من بين المصريين الأكثر ثراءً، على الرغم من أنهم كانوا يمثلون حوالي 10 إلى 20% من السكان. بالإضافة إلى ذلك، وفقا لنيسان فقد قوضت سياسات عبد الناصر العربية الشعور القوي للأقباط حول هويتهم المصرية القبطية، والتي نتج عنها تأجيل تصاريح لبناء الكنائس وإغلاق المحاكم الدينية المسيحية. ويرى المؤرخ مردوخاي نيسان أنَّ سياسة الاضطهاد من قبل عبد الناصر، أدت إلى انغلاق الأقباط والبحث عن طرق لتقوية روابط الإيمان الديني في الداخل. وفقًا للباحث موليفي كيتي آسانطة في عهد الرئيس جمال عبد الناصر لم يكن هناك تعاطف كبير مع الأقباط، ولم يضع الأقباط في الوظائف العالية والرئيسية خلال إدارته، حيث بحسب الباحث لم يرى عبد الناصر بالأقباط كمتعاونين. وبحسب الباحث كوسيلة «للنجاة من التحرش والتمييز والاضطهاد الفظيع»، قام الأقباط بالمحافظة على دينهم وتوجهوا للعمل في مهن مثل الهندسة والمحاماة والطب والتعليم.

### الزعامة الإقليمية

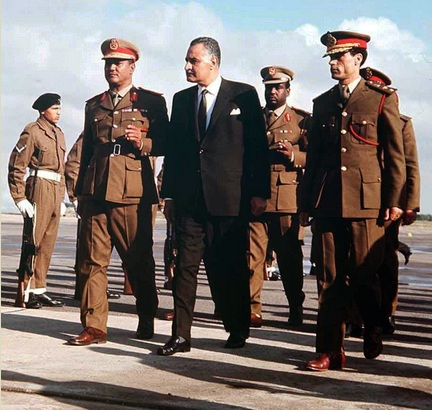
رئيس السودان جعفر النميري (يسار) وعبد الناصر ومعمر القذافي (يمين) في مطار طرابلس الدولي عام 1969. كان القذافي والنميري متأثرين بأفكار عبد الناصر القومية العربية وحاول القذافي أن يخلف عبد الناصر كزعيم للعرب.

من خلال تصرفاته وخطبه، كان ناصر قادرا على تجسيد الإرادة الشعبية العربية، واستوحيت العديد من الثورات القومية في الوطن العربي من أفكار ناصر. كانت إنجازات عبد الناصر غير مسبوقة بالنسبة للزعماء العرب الآخرين. مدى مركزية ناصر في المنطقة جعلت إحدى أولويات الرؤساء القوميين العرب إقامة علاقات جيدة مع مصر، من أجل كسب شعبية بين مواطني بلادهم.
كان نظام سيطرة الدولة الخاص بناصر قدوة لجميع الدول العربية تقريبا، ومنها الجزائر وسوريا والعراق وتونس واليمن، والسودان، وليبيا. أحمد بن بلة، أول رئيس للجزائر، كان ناصريا. أصبح عبد الله السلال (أحد حلفاء ناصر) ملك اليمن الشمالي. حدثت انقلابات أخرى متأثرة بناصر، كتلك التي وقعت في العراق في يوليو 1958 وسوريا في سنة 1963. معمر القذافي الذي أطاح بالنظام الملكي الليبي في سنة 1969، اعتبر ناصر بطله وسعى لخلافته في «زعامة العرب». أيضا في سنة 1969، العقيد جعفر النميري، المؤيد لناصر، استولى على السلطة في السودان. انتشرت أفكار عبد الناصر القومية في جميع أنحاء الوطن العربي، وخاصة بين الفلسطينيين، وفي اليمن الجنوبي، والخليج العربي، والعراق.

### جمال في السينما والتليفزيون
تناولت شخصيته بعدد من الأفلام والمسلسلات نذكر منها
1. مسلسل دموع صاحبة الجلالة سنة 1993 عن قصة للكاتب موسى صبري بطولة فاروق الفيشاوي.. وقام فيه بدور جمال عبد الناصر الممثل نبيل الحلفاوي
2. فيلم ناصر 56 سنة 1995 بطولة أحمد زكي.
3. فيلم جمال عبد الناصر سنة 1999 بطولة خالد الصاوي.
4. مسلسل فارس الرومانسية سنة 2003 عن حياة يوسف السباعي بطولة محمد رياض.. وقام بدور جمال عبد الناصر الممثل ياسر علي ماهر.
5. مسلسل أم كلثوم سنة 1999 عن قصة حياة المطربة أم كلثوم بطولة صابرين.. وقام بدور جمال عبد الناصر الممثل رياض الخولي.
6. مسلسل أوراق مصرية بطولة صلاح السعدني.. وقام بدور جمال عبد الناصر الممثل محمد صلاح آدم ونبيل الحلفاوي
7. فيلم أيام السادات سنة 2001 عن قصة حياة الرئيس محمد أنور السادات من بطولة أحمد زكي، وقام بدور جمال عبد الناصر الممثل محمود الخولي.
8. مسلسل العندليب حكاية شعب سنة 2006 عن قصة حياة عبد الحليم حافظ بطولة شادي شامل.. وقام بدور جمال عبد الناصر الممثل مجدي كامل.
9. مسلسل ناصر سنة 2008 بطولة مجدي كامل.
10. مسلسل كاريوكا سنة 2012 عن قصة حياة تحية كاريوكا بطولة وفاء عامر.. وقام بدور جمال عبد الناصر الممثل حمادة بركات
11. مسلسل صديق العمر سنة 2014 عن أحداث فترة الستينات بطولة جمال سليمان وباسم سمرة.. وقام بدور جمال عبد الناصر الممثل جمال سليمان
12. فيلم سادات، من بطولة لويس جوست جونيور بدور الرئيس محمد أنور السادات، وقام بدور جمال عبد الناصر الممثل الويلزي جون رايز-ديفيس.

## الحياة الشخصية
في سنة 1944، تزوج ناصر من تحية كاظم، البالغة من العمر 22 عاما، ولدت لأب إيراني ثري وأم مصرية، وكلاهما توفيا عندما كانت صغيرة. تعرفت على ناصر من خلال شقيقها، عبد الحميد كاظم، وهو صديق لناصر، في سنة 1943. بعد زفافهما، انتقل الزوجان إلى منزل في منشية البكري، وهي ضاحية من ضواحي القاهرة، حيث عاشا لبقية حياتهما.
كان ناصر وتحية يتناقشان في السياسة أحيانا في المنزل، ولكن غالبًا ما كان يفضل ناصر إبقاء حياته المهنية منفصلة عن حياته العائلية. وكان يفضل قضاء معظم وقت فراغه مع أطفاله. لدى عبد الناصر وتحية ابنتان وثلاثة أبناء: هدى، منى، خالد، عبد الحميد، وعبد الحكيم.

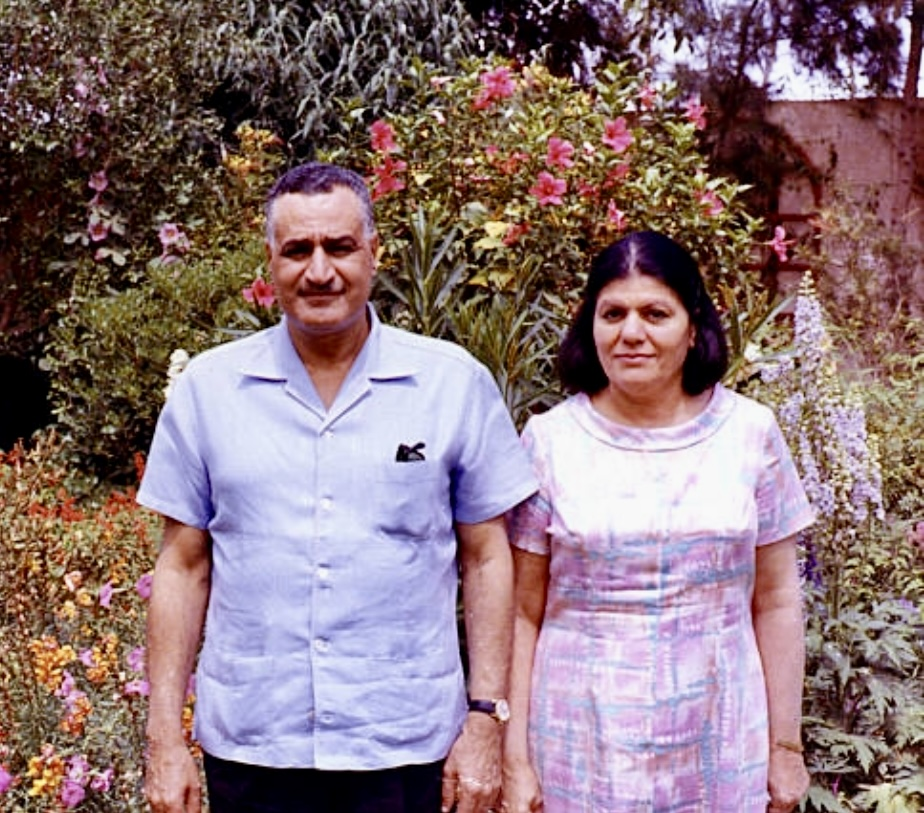
ناصر مع زوجته تحية في منزله بالقاهرة عام 1969

على الرغم من أنه كان من دعاة السياسة العلمانية، كان ناصر مسلما ملتزما، قام بأداء فريضة الحج مرتين. وكان معروفا بشخصيته الشريفة غير الفاسدة، مما زاد من سمعته بين مواطني مصر والوطن العربي. كانت هوايات ناصر الشخصية هي التصوير، ولعب الشطرنج، ومشاهدة الأفلام الأمريكية، وقراءة الآداب العربية، اللغة الإنجليزية، والمجلات الفرنسية، والاستماع إلى الموسيقى الكلاسيكية.
كان لناصر القليل من التصرفات الشخصية التي تسببت في مرضه، مثل التدخين، والعمل لمدة 18 ساعة في بعض الأحيان، ونادرا ما كان يأخذ عطلة. تم تشخيص حالته بأنه مصاب بداء السكري في أوائل الستينات، وكان أيضا مصابًا بتصلب الشرايين وأمراض القلب، وارتفاع ضغط الدم. عانى ناصر من نوبتين قلبيتين (في سنتي 1966 و1969)، وفرضت عليه الراحة في الفراش لمدة ستة أسابيع بعد النوبة الثانية. ذكرت وسائل الإعلام الرسمية أن غياب عبد الناصر عن الرأي العام في ذلك الوقت كان نتيجة الأنفلونزا.

## مؤلفاته
كتب ناصر الكتب التالية، والتي نشرت خلال فترة حياته:
- يومياته عن حرب فلسطين (1955؛ آخر ساعة)
- فلسفة الثورة (1955؛ دار المعارف)
- في سبيل الحرية (1959؛ القاهرة - الشركة العربية)